# Exército Britânico
O British Army (BA), (em português:  Exército Britânico), é a principal força de guerra terrestre do Reino Unido, além das Forças Armadas do Reino Unido, juntamente com a Royal Navy (Marinha Real Britânica) e a Royal Air Force (Força Aérea Real). Em 1 de outubro de 2023, o Exército Britânico era composto por 75 983 funcionários regulares em tempo integral, 4 097 Gurkhas, 26 546 voluntários da reserva e 4 548 "outros funcionários", totalizando 111 174.
O moderno Exército Britânico remonta a 1707, com antecedentes no Exército Inglês e no Exército Escocês que foram criados durante a Restauração em 1660. O termo Exército Britânico foi adotado em 1707 após os Atos de União entre a Inglaterra e a Escócia. Membros do Exército Britânico juram lealdade ao Monarca como seu Comandante em chefe, mas a Declaração de Direitos de 1689 e a Lei de Reivindicação de Direitos de 1689 exigem o consentimento parlamentar para que a Coroa mantenha um exército permanente em tempos de paz. Portanto, o Parlamento do Reino Unido aprova o exército aprovando uma Lei das Forças Armadas pelo menos uma vez a cada cinco anos. O exército é administrado pelo Ministério da Defesa e comandado pelo Chefe do Estado-Maior.
O Exército Britânico, composto principalmente por cavalaria e infantaria, era originalmente uma das duas Forças Regulares do Exército Britânico (aquelas partes das Forças Armadas do Reino Unido encarregadas da guerra terrestre, em oposição às forças navais), com os outros sendo o Ordnance Military Corps (composto pela Royal Artillery, Royal Engineers e Royal Sappers and Miners) do Board of Ordnance, que junto com o Commissariat Department, originalmente civil, armazéns e departamentos de abastecimento, bem como quartéis e outros departamentos foram absorvidos pelo Exército Britânico quando o Board of Ordnance foi abolido em 1855. Vários outros departamentos civis do conselho foram absorvidos pelo Departamento de Guerra.
O Exército Britânico participou de grandes guerras entre as grandes potências mundiais, incluindo a Guerra dos Sete Anos, a Guerra Revolucionária Americana, as Guerras Napoleônicas, a Guerra da Crimeia e a Primeira e Segunda Guerras Mundiais. As vitórias da Grã-Bretanha na maioria destas guerras decisivas permitiram-lhe influenciar os acontecimentos mundiais e estabelecer-se como uma das principais potências militares e econômicas do mundo. Desde o fim da Guerra Fria, o Exército Britânico foi destacado para diversas zonas de conflito, muitas vezes como parte de uma força expedicionária, uma força de coligação ou parte de uma operação de manutenção da paz das Nações Unidas.

## História

### Formação
Até a Guerra Civil Inglesa, a Inglaterra nunca teve um exército permanente com oficiais profissionais e cabos e sargentos carreiristas. Baseava-se em milícias organizadas por autoridades locais ou em forças privadas mobilizadas pela nobreza, ou em mercenários contratados da Europa. Do final da Idade Média até a Guerra Civil Inglesa, quando foi necessária uma força expedicionária estrangeira, como a que Henrique V de Inglaterra levou para França e que lutou na Batalha de Azincourt (1415), o exército, profissional, foi formado durante a expedição.

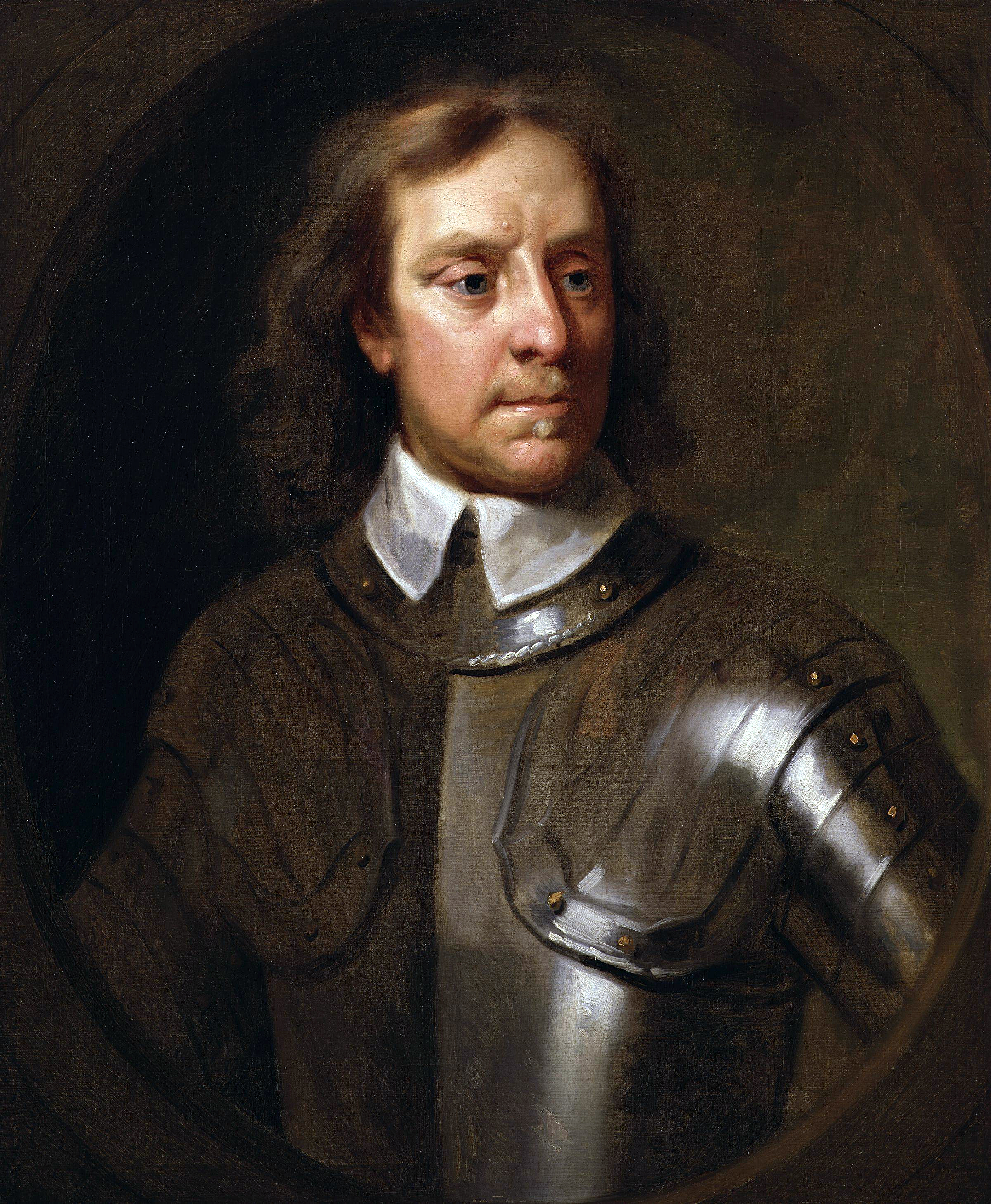
Lorde Protetor Oliver Cromwell.

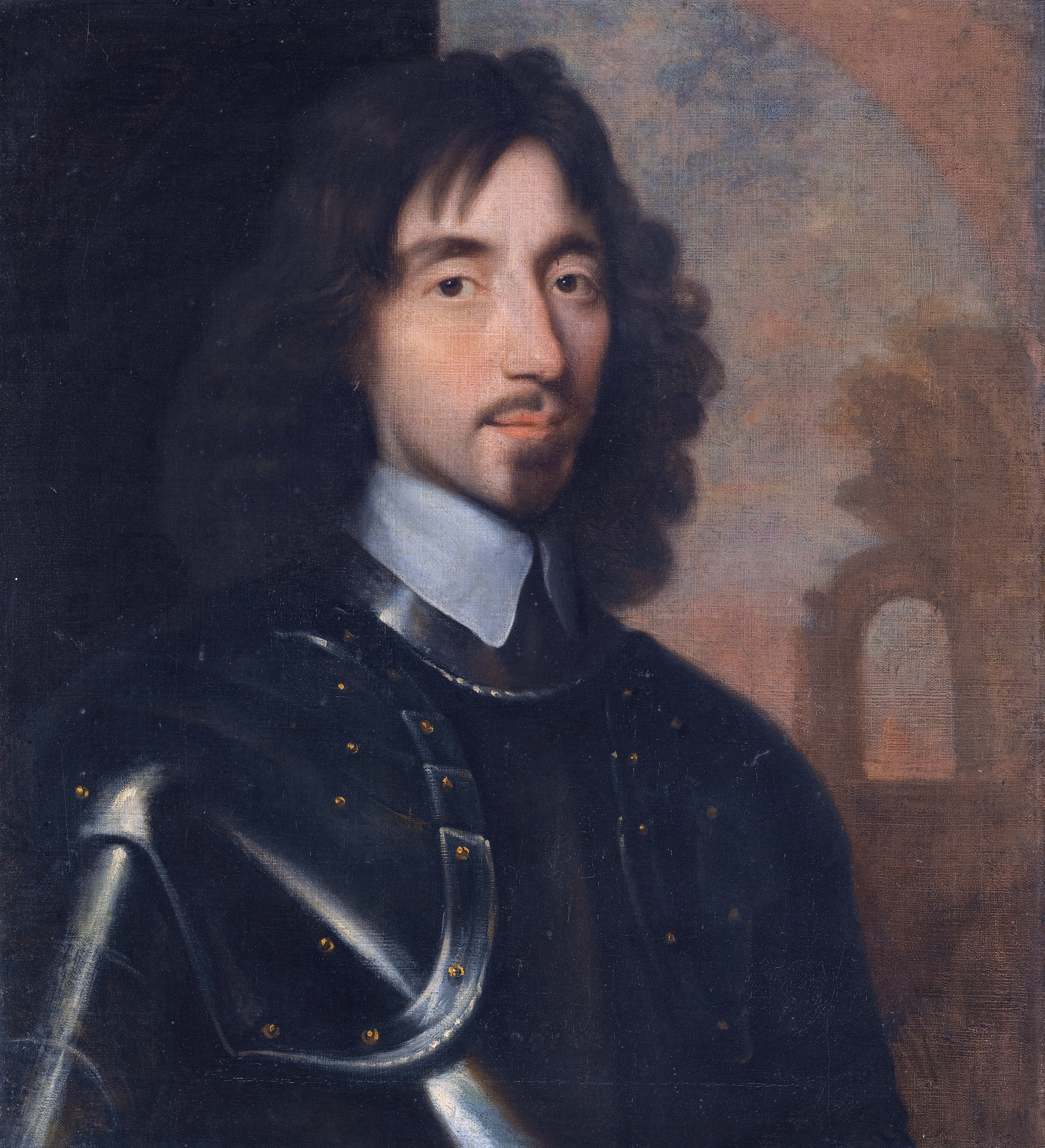
Lorde General Thomas Fairfax, o primeiro comandante do Exército Novo.

Durante a Guerra Civil Inglesa, os membros do Parlamento Longo perceberam que o uso de milícias distritais organizadas em associações regionais (como a Eastern Association), frequentemente comandado por membros locais do Parlamento (tanto da Câmara dos Comuns como da Câmara dos Lordes), embora mais do que capazes de se manterem nas regiões controladas pelos parlamentares (Roundheads), era improvável que vencessem a guerra. Assim, o Parlamento iniciou duas ações. A Portaria de Autonegação proibia os membros do Parlamento (com a notável exceção do Lorde Protetor Oliver Cromwell) de servir como oficiais nos exércitos parlamentares. Isso criou uma distinção entre os civis no Parlamento, que tendiam a ser presbiterianos e conciliadores com os realistas (Cavaliers) por natureza, e um corpo de oficiais profissionais, que tendiam a ser independentes (congregacionais) em teologia, a quem eles reportaram. A segunda ação foi legislação para a criação de um exército financiado pelo Parlamento, comandado pelo Lorde General Thomas Fairfax, que ficou conhecido como Exército Novo (ou Novo Exército Modelo).
Embora esta tenha provado ser uma fórmula vencedora da guerra, o Novo Exército Modelo, sendo organizado e politicamente ativo, passou a dominar a política do interregno e em 1660 era amplamente detestado. O Novo Exército Modelo foi liquidado e dissolvido na posterior Restauração da monarquia em 1660, com a ascensão do Rei Carlos II de Inglaterra. Durante muitas décadas, os alegados excessos do Novo Exército Modelo sob o Protetorado/Comunidade sob Oliver Cromwell foram usados como propaganda (e ainda aparece no folclore irlandês) e o elemento do Partido Whig obtido ao permitir que um exército permanente continuasse com os direitos e privilégios acordados sob o retorno de um rei. Os atos da milícia de 1661 e 1662 impediram que as autoridades locais convocassem milícias e oprimissem os seus próprios oponentes locais. A convocação da milícia só seria possível se o Rei e as elites locais concordassem em fazê-lo.
O Rei Carlos II de Inglaterra e seus apoiadores Cavaliers/Monarquistas eram a favor de um novo exército sob controle real e, imediatamente após a Restauração de 1660 a 1661, começaram a trabalhar em seu estabelecimento. Os primeiros regimentos do Exército Inglês incluindo elementos do extinto Novo Exército Modelo, foram formados entre novembro de 1660 e janeiro de 1661 e tornou-se uma força militar permanente para a Inglaterra (financiada pelo Parlamento). Os exércitos reais escoceses e irlandeses foram financiados pelos parlamentos da Escócia e da Irlanda. O controle parlamentar foi estabelecido pela Declaração de Direitos de 1689 e pela Lei de Reivindicação de Direitos de 1689, embora o monarca tenha continuado a influenciar aspectos da administração do exército pelo menos até o final do Século XIX.
Após a Restauração, o Rei Carlos II reuniu quatro regimentos de infantaria e cavalaria, guardas, a um custo de £ 122 000 de seu orçamento geral. Esta se tornou a base do Exército Inglês permanente. Em 1685, tinha crescido para 7 500 soldados em regimentos em marcha, e 1 400 homens estacionados permanentemente em guarnições. A Rebelião de Monmouth em 1685 permitiu que o sucessor, o Rei Jaime II de Inglaterra aumentasse as forças para 20 000 homens. Havia 37 000 em 1678, quando a Inglaterra desempenhou um papel na fase final da Guerra Franco-Holandesa através do Canal da Mancha. Depois dos monarcas duais protestantes Guilherme III de Inglaterra, anteriormente Guilherme I, Príncipe de Orange, da Casa de Orange-Nassau, e a ascensão conjunta de sua esposa Maria II de Inglaterra ao trono após uma curta crise constitucional com o Parlamento enviando o pai de Maria, o antecessor Rei Jaime II (que permaneceu católico) durante seu breve reinado controverso, do trono e para o exílio. A Inglaterra então se envolveu na Guerra dos Nove Anos, principalmente para evitar que um possível monarca católico francês organizasse uma invasão que restaurasse o exilado Jaime II (pai da Rainha Maria II de Inglaterra e ainda Católico Romano). Mais tarde, em 1689, Guilherme III, para solidificar o domínio dele e de Maria sobre a monarquia, expandiu o novo exército inglês para 74 000 e, alguns anos depois, para 94 000 em 1694. O Parlamento ficou muito nervoso e reduziu o quadro para 7 000 em 1697. A Escócia e a Irlanda tinham estabelecimentos militares teoricamente separados, mas eles foram fundidos não oficialmente com a força da Coroa inglesa.

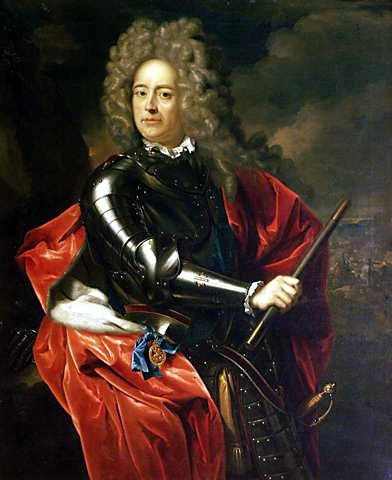
John Churchill, 1.º Duque de Marlborough, foi um dos primeiros generais do Exército Novo e lutou na Guerra da Sucessão Espanhola. Ele foi um notável ancestral de Sir Winston Churchill.

Na época dos Atos de União de 1707, muitos regimentos dos exércitos inglês e escocês foram combinados sob um comando operacional e estacionados na Holanda para a Guerra da Sucessão Espanhola. Embora todos os regimentos fizessem agora parte do novo establishment militar britânico, eles permaneceram sob a antiga estrutura de comando operacional e mantiveram grande parte do espírito institucional, costumes e tradições dos exércitos permanentes criados logo após a Restauração da Monarquia, 47 anos antes. A ordem de antiguidade dos regimentos de linha mais antigos do Exército Britânico é baseada na do antigo exército inglês. Embora tecnicamente o Regimento Real de Pé Escocês tenha sido criado em 1633 e seja o mais antigo Regimento da Linha, os regimentos escoceses e irlandeses só foram autorizados a obter patente no exército inglês na data de sua chegada à Inglaterra (ou na data em que foram colocados pela primeira vez no sistema inglês). Em 1694, um conselho de oficiais generais foi acordado para decidir a classificação dos regimentos ingleses, irlandeses e escoceses servindo na Holanda; o regimento que ficou conhecido como Scots Greys foi designado como 4th Dragoons porque havia três regimentos ingleses criados antes de 1688, quando os Scots Greys foram colocados pela primeira vez no establishment inglês. Em 1713, quando um novo conselho de oficiais generais foi acordado para decidir a classificação de vários regimentos, a antiguidade dos Scots Greys foi reavaliada e baseada em sua entrada na Inglaterra em junho de 1685. Naquela época, havia apenas um regimento inglês de dragões, e os Scots Greys eventualmente receberam o posto de 2nd Dragoons do Exército Britânico.

### Império Britânico (1700–1914)
Depois de 1700, a política continental britânica deveria conter a expansão de potências concorrentes como a França e a Espanha. Embora a Espanha tenha sido a potência global dominante durante os dois séculos anteriores e a principal ameaça às primeiras ambições coloniais transatlânticas da Inglaterra, sua influência estava agora diminuindo. As ambições territoriais dos franceses, no entanto, levaram à Guerra da Sucessão Espanhola e as posteriores Guerras Napoleônicas.
Embora a Marinha Real Britânica seja amplamente considerada vital para a ascensão do Império Britânico, o Exército Britânico desempenhou um papel importante na formação das colônias, protetorados e domínios nas Américas, África, Ásia, Índia e Australásia. Os soldados britânicos capturaram locais e territórios estrategicamente importantes, com o exército envolvido em guerras para proteger as fronteiras do império, segurança interna e apoiar governos e príncipes amigos. Entre essas ações estavam a Guerra Franco-Indígena e a Guerra dos Sete Anos, a Guerra Revolucionária Americana, as Guerras Napoleônicas, a Primeira e a Segunda Guerras do Ópio, o Levante dos Boxers, as Guerras da Nova Zelândia, as guerras de fronteira australianas, Revolta dos Sipaios, a primeira e a segunda Guerras dos Bôeres, os ataques fenianos, a Guerra de Independência da Irlanda, intervenções no Afeganistão (destinado a manter um estado-tampão entre a Índia Britânica e o Império Russo), e a Guerra da Crimeia (para manter o Império Russo ao norte, no Mar Negro, a uma distância segura, ajudando o Império Otomano). Tal como o Exército Inglês, o Exército Britânico lutou contra os reinos de Espanha, França (incluindo o Primeiro Império Francês) e dos Países Baixos (República das Sete Províncias Unidas dos Países Baixos) e pela supremacia na América do Norte e nas Índias Ocidentais. Com assistência nativa, provincial e colonial, o Exército conquistou a Nova França na Guerra Franco-Indígena (teatro norte-americano) da Guerra dos Sete Anos paralela e suprimiu uma revolta de nativos/índios norte-americanos na Guerra de Pontiac ao redor dos Grandes Lagos da América do Norte. O Exército Britânico foi derrotado na Guerra de Independência dos Estados Unidos, perdendo as Treze Colônias, mas mantendo The Canadas e The Maritimes como parte da América do Norte Britânica, incluindo Bermudas (originalmente parte da Colônia da Virgínia, e que originalmente simpatizava fortemente com os rebeldes coloniais americanos no início da guerra).
Halifax, Nova Escócia e Bermudas se tornariam fortalezas imperiais (embora as Bermudas, sendo mais seguras contra ataques por água e imunes a ataques por terra, rapidamente se tornaram as mais importantes da América do Norte Britânica), juntamente com Malta e Gibraltar, fornecendo bases no leste do Oceano Atlântico e no Mar Mediterrâneo para os esquadrões da Marinha Real Britânica controlarem os oceanos e as rotas comerciais, e fortemente guarnecidos pelo Exército Britânico tanto para defesa das bases como para fornecer forças militares móveis para trabalhar com a Marinha em operações anfíbias em todas as suas regiões.

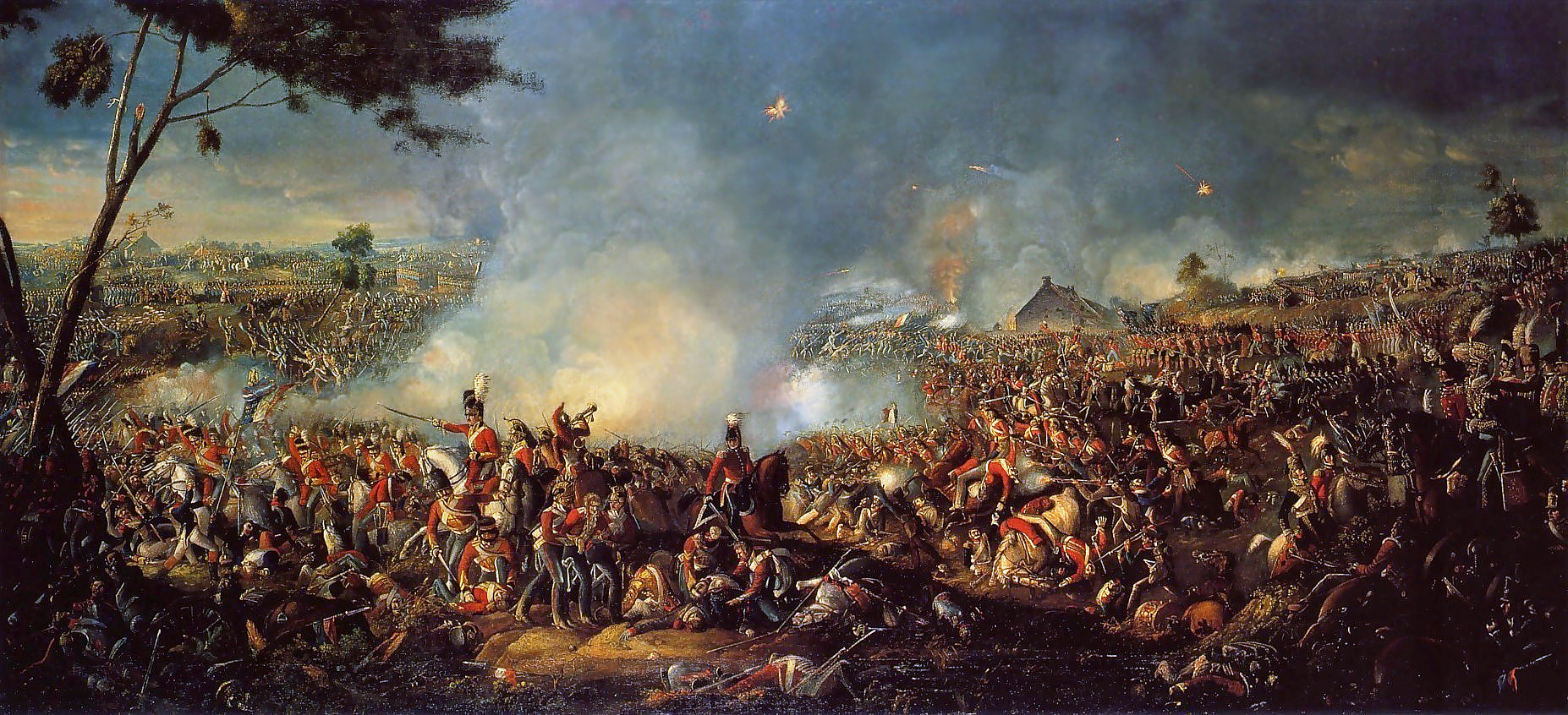
O triunfo de Duque de Wellington e Marechal de Campo von Blücher sobre Napoleão Bonaparte na Batalha de Waterloo.

O Exército Britânico esteve fortemente envolvido nas Guerras Napoleônicas, participando em uma série de campanhas na Europa (incluindo a implantação contínua na Guerra Peninsular), Caribe, Norte de África e América do Norte. A guerra entre os britânicos e o Primeiro Império Francês de Napoleão Bonaparte estendeu-se por todo o mundo; no seu auge em 1813, o exército regular continha mais de 250 000 homens. Uma coalizão de exércitos anglo-holandeses e prussianos sob o comando de Arthur Wellesley, 1.º Duque de Wellington e do Marechal de Campo Gebhard Leberecht von Blücher, finalmente derrotou Napoleão na Batalha de Waterloo em 1815.
Os ingleses estiveram envolvidos política e militarmente na Irlanda. A campanha do protetor republicano inglês Oliver Cromwell envolveu um tratamento intransigente das cidades irlandesas (mais notavelmente Drogheda e Wexford) que apoiaram os monarquistas durante a Guerra Civil Inglesa. O Exército Inglês (e o subsequente Exército Britânico) permaneceram na Irlanda principalmente para suprimir revoltas ou desordem irlandesas. Além do seu conflito com os nacionalistas irlandeses, enfrentou a perspectiva de lutar contra os anglo-irlandeses e os Scots de Ulster na Irlanda, que ficaram irritados com a tributação desfavorável dos produtos irlandeses importados para a Grã-Bretanha. Com outros grupos irlandeses, formaram um exército voluntário e ameaçaram imitar os colonos americanos se as suas condições não fossem cumpridas. Aprendendo com a sua experiência na América, o governo britânico procurou uma solução política. O Exército Britânico lutou contra rebeldes irlandeses]] - protestantes e católicos - principalmente em Úlster e Leinster (Wolfe Tone's United Irishmen) na Rebelião Irlandesa de 1798.

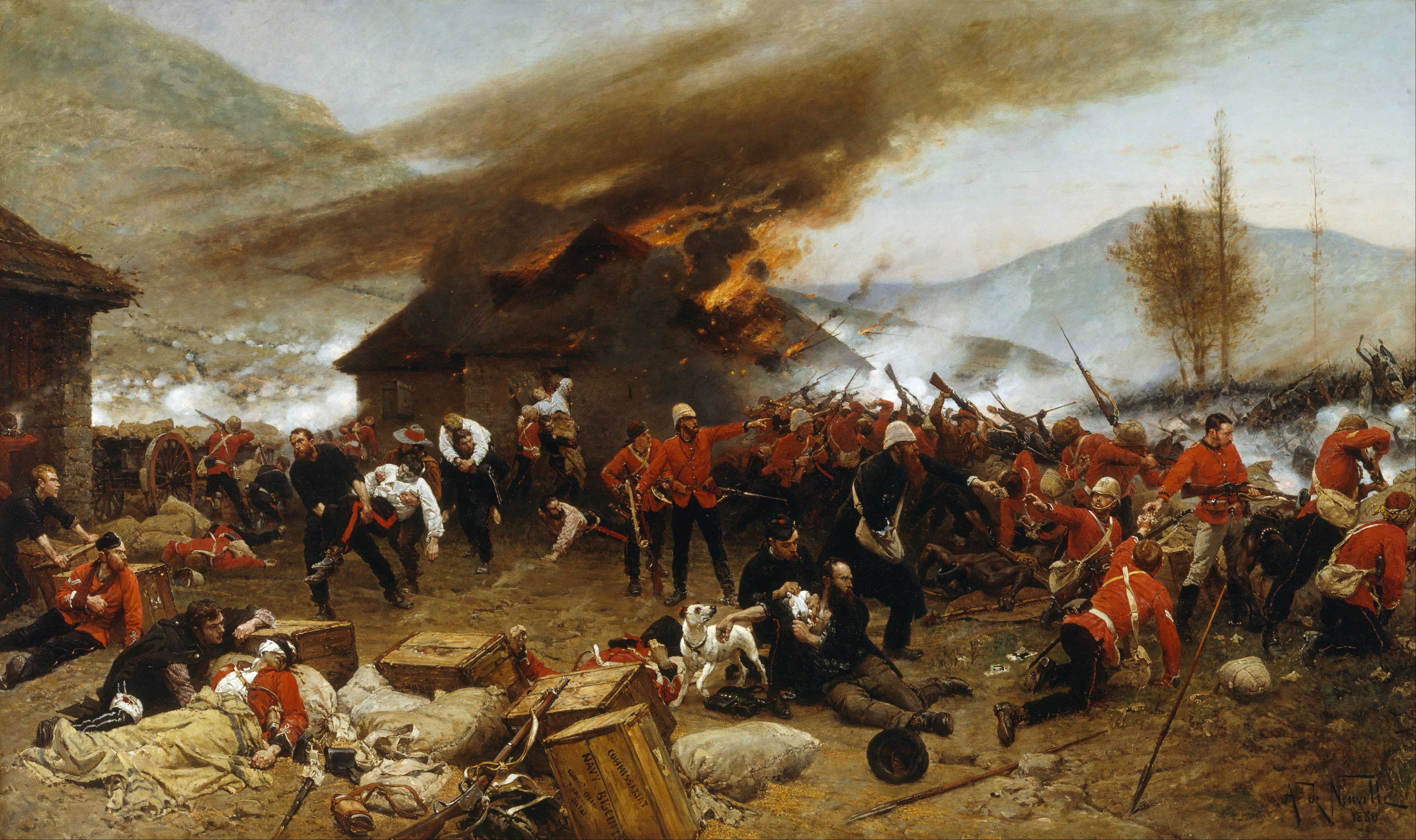
Na Batalha de Rorke's Drift de 1879, uma pequena força britânica repeliu um ataque de forças esmagadoras de Zulus; por sua defesa, foram premiados com a Cruz Vitória.

Inspirado pelos sucessos do Exército Prussiano (que dependia do recrutamento de curto prazo de todos os jovens elegíveis para manter uma grande reserva de soldados recentemente dispensados, prontos para serem chamados de volta no início da guerra para trazer imediatamente o pequeno exército regular em tempo de paz para força), a Reserva Regular do Exército Britânico foi originalmente criada em 1859 pelo Secretário de Estado da Guerra, Sidney Herbert, e reorganizado sob a Reserve Force Act, 1867. Antes disso, um soldado era geralmente alistado no Exército Britânico para um compromisso de 21 anos, após o qual (caso sobrevivesse tanto tempo) era dispensado como pensionista. Às vezes, os aposentados ainda eram empregados em funções de guarnição, assim como os soldados mais jovens que não eram mais considerados aptos para o serviço expedicionário, geralmente organizados em unidades inválidas ou devolvidos ao depósito do regimento para serviço doméstico. O custo do pagamento dos pensionistas e a obrigação que o governo tinha de continuar a empregar inválidos, bem como soldados, considerados pelos seus comandantes como prejudiciais às suas unidades, foram motivações para mudar este sistema. O longo período de envolvimento também desencorajou muitos potenciais recrutas. Os alistamentos de serviço longos foram consequentemente substituídos por alistamentos de serviço curtos, com soldados indesejáveis não autorizados a reengajar-se após a conclusão do seu primeiro combate. O tamanho do exército também flutuou muito, aumentando em tempos de guerra e diminuindo drasticamente com a paz. Os batalhões destacados em serviço de guarnição no exterior tiveram permissão para aumentar seu estabelecimento normal em tempos de paz, o que resultou na presença de homens excedentes no retorno a uma estação de origem. Consequentemente, os soldados engajados em alistamentos de curto prazo foram autorizados a servir vários anos com as cores e o restante na Reserva Regular, permanecendo responsável pelo recall das cores, se necessário. Entre outros benefícios, isto permitiu ao Exército Britânico ter um grupo pronto de homens recentemente treinados aos quais recorrer em caso de emergência. O nome da Reserva Regular (que por um tempo foi dividida em Primeira Classe e Segunda Classe) resultou em confusão com as Forças de Reserva, que eram as forças de defesa doméstica de serviço local pré-existentes em tempo parcial que eram auxiliar do Exército Britânico (ou Força Regular), mas não originalmente parte dela: Yeomanry, Milícia (ou Força Constitucional) e Força Voluntária. Consequentemente, estas também foram chamadas de Forças Auxiliares ou Forças Locais.
As reformas Cardwell e Childers do final do Século XIX deram ao exército sua forma moderna e redefiniram seu sistema regimental. As reformas Haldane de 1907 criaram a Força Territorial como componente de reserva voluntária do exército, fundindo e reorganizando a Força Voluntária, a Milícia e a Yeomanry.

### Guerras Mundiais (1914–1945)

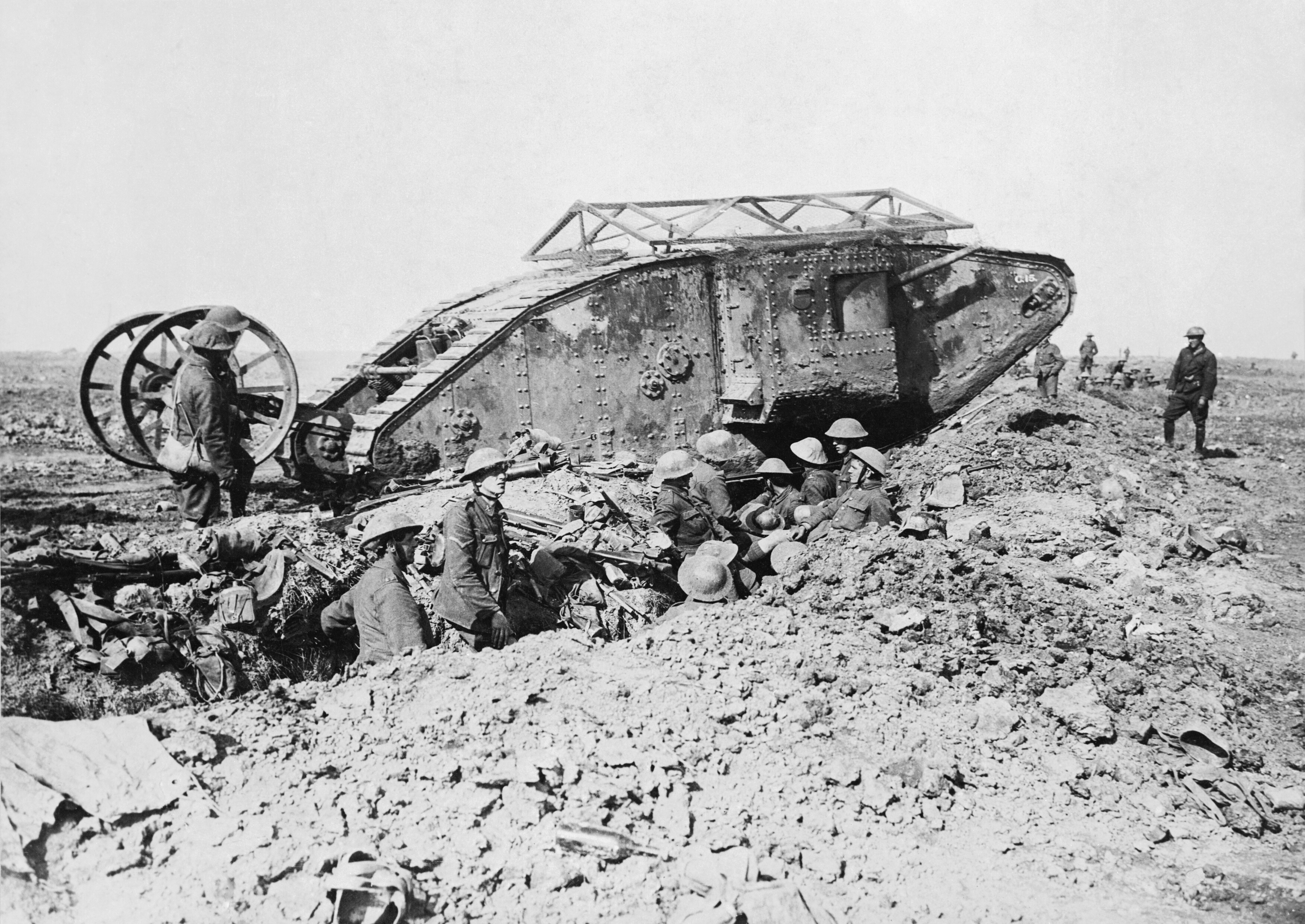
Tanque Mark I britânico na Primeira Guerra Mundial. (Foto de Ernest Brooks).

Liderados por seu flautista, homens do 7º Batalhão de Seaforth Highlanders, avançam pela Normandia durante a Operação Epsom, em 26 de junho de 1944.

A Grã-Bretanha foi desafiada por outras potências, principalmente o Império Alemão e a Alemanha nazista, durante o Século XX. Um século antes, convivia com a França Napoleônica pela preeminência global, e os aliados naturais da Grã-Bretanha hanoveriana eram os reinos e principados do norte da Alemanha. Em meados do Século XIX, a Grã-Bretanha e a França eram aliadas na prevenção da apropriação do Império Otomano pela Rússia, embora o medo da invasão francesa tenha levado pouco depois à criação da Força Voluntária. Na primeira década do Século XX, o Reino Unido era aliado da França (pela Entente Cordiale) e a Rússia (que tinha um acordo secreto com a França para apoio mútuo numa guerra contra o Império Alemão liderado pela Prússia e o Império Austro-Húngaro).
Quando estourou a Primeira Guerra Mundial, em agosto de 1914, o Exército Britânico enviou a Força Expedicionária Britânica (BEF), composta principalmente por tropas do exército regular, para a França e a Bélgica. A luta atolou em uma guerra de trincheiras estática durante o resto da guerra. Em 1915, o exército criou a Força Expedicionária do Mediterrâneo para invadir o Império Otomano via Galípoli, uma tentativa frustrada de capturar Constantinopla e garantir uma rota marítima para a Rússia.
A Primeira Guerra Mundial foi a mais devastadora da história militar britânica, com quase 800 000 homens mortos e mais de dois milhões de feridos. No início da guerra, o BEF foi virtualmente destruído e substituído primeiro por voluntários e depois por uma força recrutada. As principais batalhas incluíram aquelas em Somme e Passchendaele. Os avanços na tecnologia viram o advento do tanque (e a criação do Royal Tank Regiment) e avanços no design de aeronaves (e a criação do Royal Flying Corps) que seria decisiva em batalhas futuras. A guerra de trincheiras dominou a estratégia da Frente Ocidental durante a maior parte da guerra, e o uso de armas químicas (gases incapacitantes e venenosos) aumentou a devastação.
A Segunda Guerra Mundial eclodiu em setembro de 1939 com a invasão da Polônia pelos exércitos soviético e alemão. As garantias britânicas aos poloneses levaram o Império Britânico a declarar guerra à Alemanha. Tal como na Primeira Guerra Mundial, uma Força Expedicionária Britânica relativamente pequena foi enviada para França, mas foi então evacuado às pressas de Dunquerque enquanto as forças alemãs varriam os Países Baixos e a França em maio de 1940.
Depois que o Exército Britânico se recuperou das derrotas anteriores, derrotou os alemães e italianos na Segunda Batalha de El Alamein, no Norte de África, em 1942–1943, e ajudou a expulsá-los da África. Ele então lutou pela Itália e, com a ajuda das forças americanas, canadenses, australianas, neozelandesas, indianas e francesas livres, foi o principal organizador e participante da invasão da Normandia no Dia D em 6 de junho de 1944; quase metade dos soldados aliados eram britânicos. No Extremo Oriente, o Exército Britânico reuniu-se contra os japoneses na Campanha da Birmânia e recuperou as possessões coloniais britânicas do Extremo Oriente.

### Era pós-colonial (1945–2000)

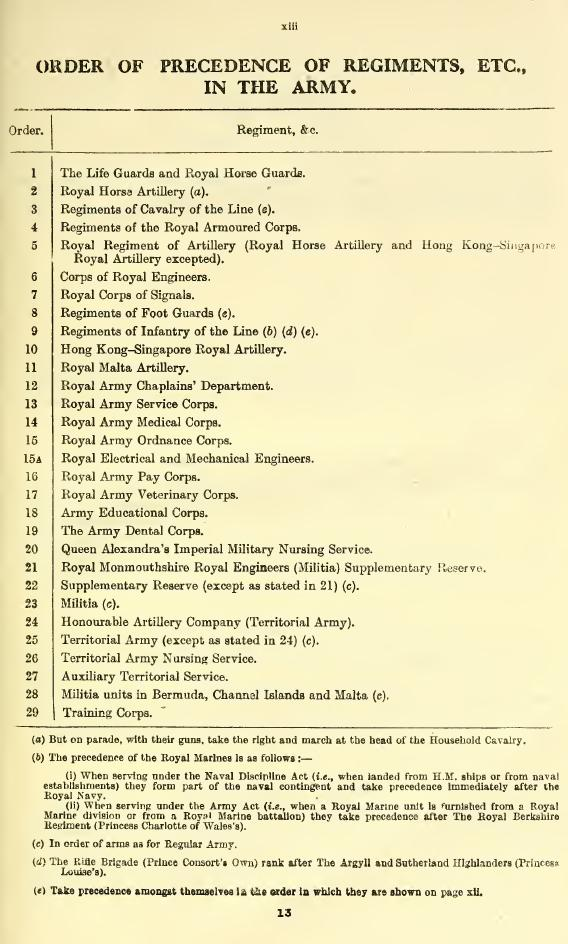
Ordem de Precedência do Exército Britânico de 1945.

Após a Segunda Guerra Mundial, o tamanho do Exército Britânico foi significativamente reduzido, embora o Serviço Nacional tenha continuado até 1960. Este período viu a descolonização começar com a divisão e independência da Índia e do Paquistão, seguida pela independência das colônias britânicas em África e na Ásia.
O Corps Warrant, que é a lista oficial de quais corpos das Forças Militares Britânicas (não confundir com navais) deveriam ser considerados Corpos do Exército Britânico para efeitos da Army Act, the Reserve Forces Act, 1882, e a Territorial and Reserve Forces Act, 1907 não era atualizada desde 1926 (Army Order 49 of 1926), embora emendas tenham sido feitas até a Army Order 67 of 1950, inclusive. Um novo Corps Warrant foi declarado em 1951.
Embora o Exército Britânico tenha sido um participante importante na Coreia no início dos anos 1950 e Suez em 1956, durante este período, o papel da Grã-Bretanha nos acontecimentos mundiais foi reduzido e o exército foi reduzido. O Exército Britânico do Reno, composto pelo I (BR) Corpo de exército, permaneceu na Alemanha como um baluarte contra a invasão soviética. A Guerra Fria continuou, com avanços tecnológicos significativos na guerra, e o exército viu a introdução de novos sistemas de armas. Apesar do declínio do Império Britânico o exército estava empenhado em Adem, Indonésia, Chipre, Quénia e Malásia. Em 1982, o Exército Britânico e os Royal Marines ajudaram a libertar as Ilhas Malvinas durante o conflito com a Argentina após a invasão do território britânico por aquele país.
Nas três décadas seguintes a 1969, o exército foi fortemente destacado na Operação Banner da Irlanda do Norte para apoiar a Royal Irish Constabulary (mais tarde Police Service of Northern Ireland) no seu conflito com grupos paramilitares republicanos. O Regimento de Defesa do Ulster recrutado localmente foi formado, tornando-se batalhões de serviço doméstico do Regimento Real Irlandês em 1992, antes de ser dissolvido em 2006. Mais de 700 soldados foram mortos durante os problemas. Após os cessar-fogo do Exército Republicano Irlandês (IRA) de 1994–1996 e desde 1997, a desmilitarização fez parte do processo de paz e a presença militar foi reduzida. Em 25 de junho de 2007, o 2º Batalhão do Princess of Wales's Royal Regiment deixou o complexo militar em Bessbrook, Condado de Armagh, encerrando a operação mais longa da história do Exército Britânico.

#### Guerra do Golfo

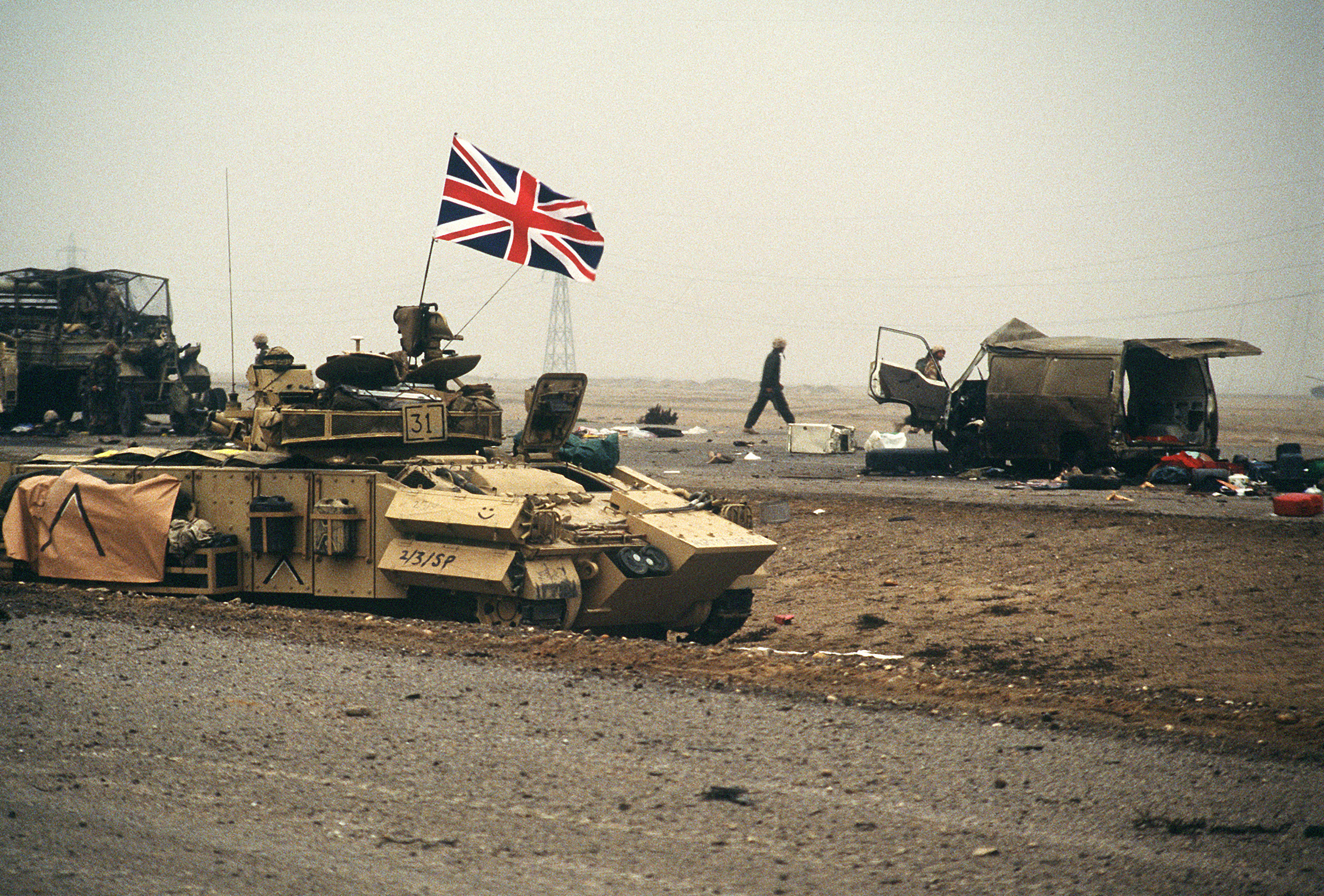
APC britânico passando por veículos destruídos e abandonados ao longo da "Rodovia da Morte" em 1991.

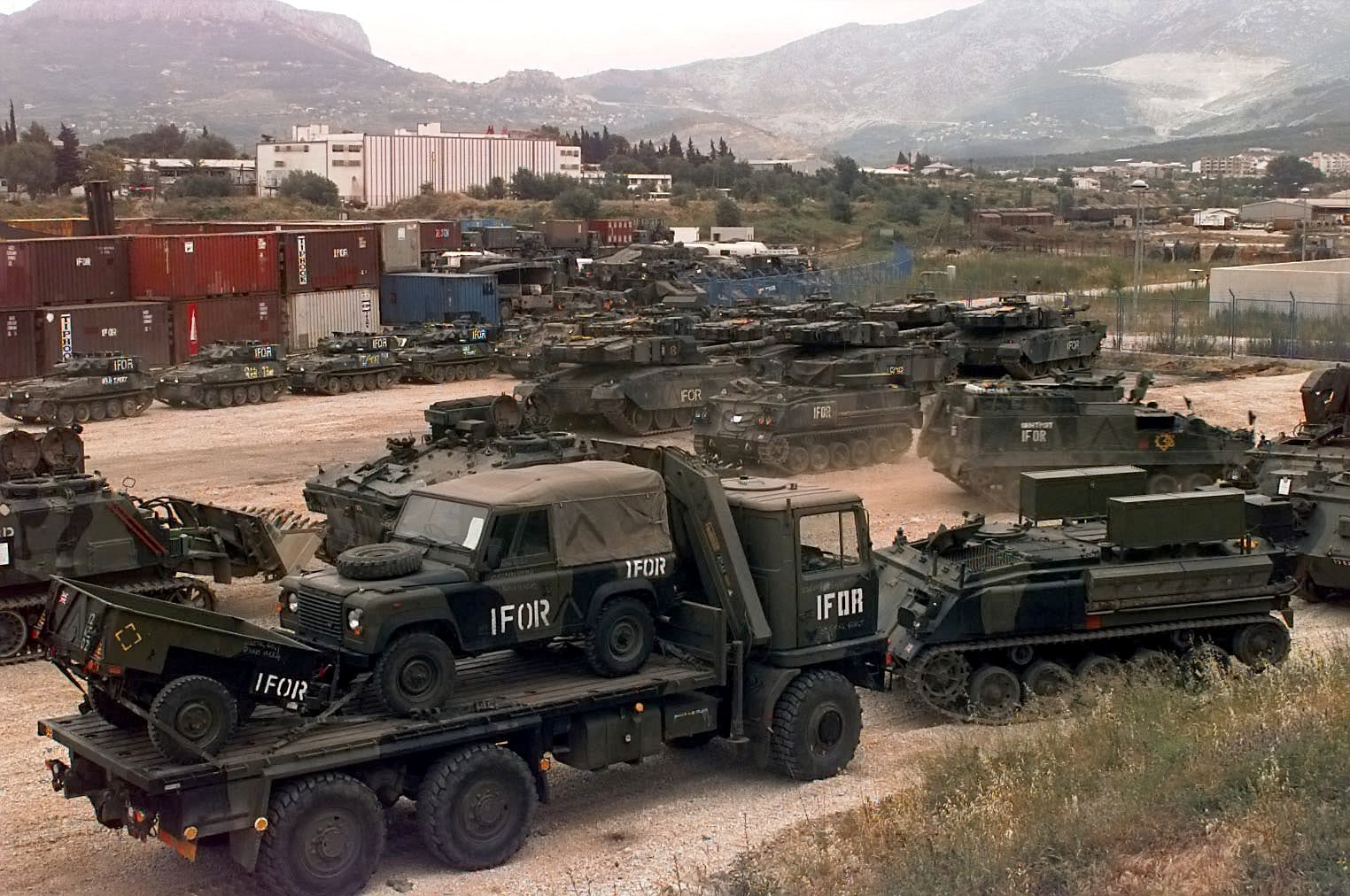
Veículos do Exército Britânico em uma área de preparação antes de serem enviados para a Bósnia.

O Exército Britânico contribuiu com 50 000 soldados para a coalizão que lutou contra o Iraque na Guerra do Golfo, e as forças britânicas controlaram o Kuwait após a sua libertação. Quarenta e sete militares britânicos morreram durante a guerra.

#### Conflitos nos Balcãs
O exército foi enviado para a ex-Iugoslávia em 1992. Inicialmente parte da Força de Proteção das Nações Unidas, em 1995, o seu comando foi transferido para a Força de Implementação (IFOR) e depois para a Força de Estabilização na Bósnia e Herzegovina (SFOR); o compromisso aumentou para mais de 10 000 soldados. Em 1999, as forças britânicas sob o comando da SFOR foram enviadas para o Kosovo e o contingente aumentou para 19 000 soldados. Entre o início de 1993 e junho de 2010, 72 militares britânicos morreram durante operações nos antigos países iugoslavos da Bósnia, Kosovo e Macedônia.

#### Conflitos na Irlanda do Norte
Embora tenha havido guarnições permanentes na Irlanda do Norte ao longo da sua história, o Exército Britânico foi destacado como força de manutenção da paz de 1969 a 2007 na Operação Banner. Inicialmente, isto foi (na sequência dos ataques sindicais às comunidades nacionalistas em Derry e Belfast) prevenir novos ataques leais às comunidades católicas; desenvolveu-se para apoiar a Royal Ulster Constabulary (RUC) e seu sucessor, o Police Service of Northern Ireland (PSNI) contra o Provisional Irish Republican Army (PIRA). Ao abrigo do Acordo da Sexta-Feira Santa de 1998, houve uma redução gradual no número de soldados destacados. Em 2005, depois de o PIRA ter declarado um cessar-fogo, o Exército Britânico desmantelou postos, retirou muitas tropas e restaurou os níveis de tropas aos de uma guarnição em tempos de paz.
A Operação Banner terminou à meia-noite de 31 de julho de 2007, após cerca de 38 anos de implantação contínua, a mais longa na história do Exército Britânico. De acordo com um documento interno divulgado em 2007, o Exército Britânico não conseguiu derrotar o IRA, mas tornou impossível a sua vitória através da violência. A Operação Helvetic substituiu a Operação Banner em 2007, mantendo menos pessoal de serviço num ambiente mais benigno. Dos 300 000 soldados que serviram na Irlanda do Norte desde 1969, 763 militares britânicos foram mortos e 306 mortos pelos militares britânicos, a maioria civis. Estima-se que 100 soldados cometeram suicídio durante a Operação Banner ou logo depois e um número semelhante morreu em acidentes. Um total de 6 116 ficaram feridos.

#### Serra Leoa
O Exército Britânico foi enviado para Serra Leoa para a Operação Palliser em 1999, ao abrigo das resoluções das Nações Unidas, para ajudar o governo a reprimir revoltas violentas de milicianos. As tropas britânicas também prestaram apoio durante a epidemia do vírus Ébola na África Ocidental em 2014.

### História recente (2000–presente)

#### Guerra no Afeganistão

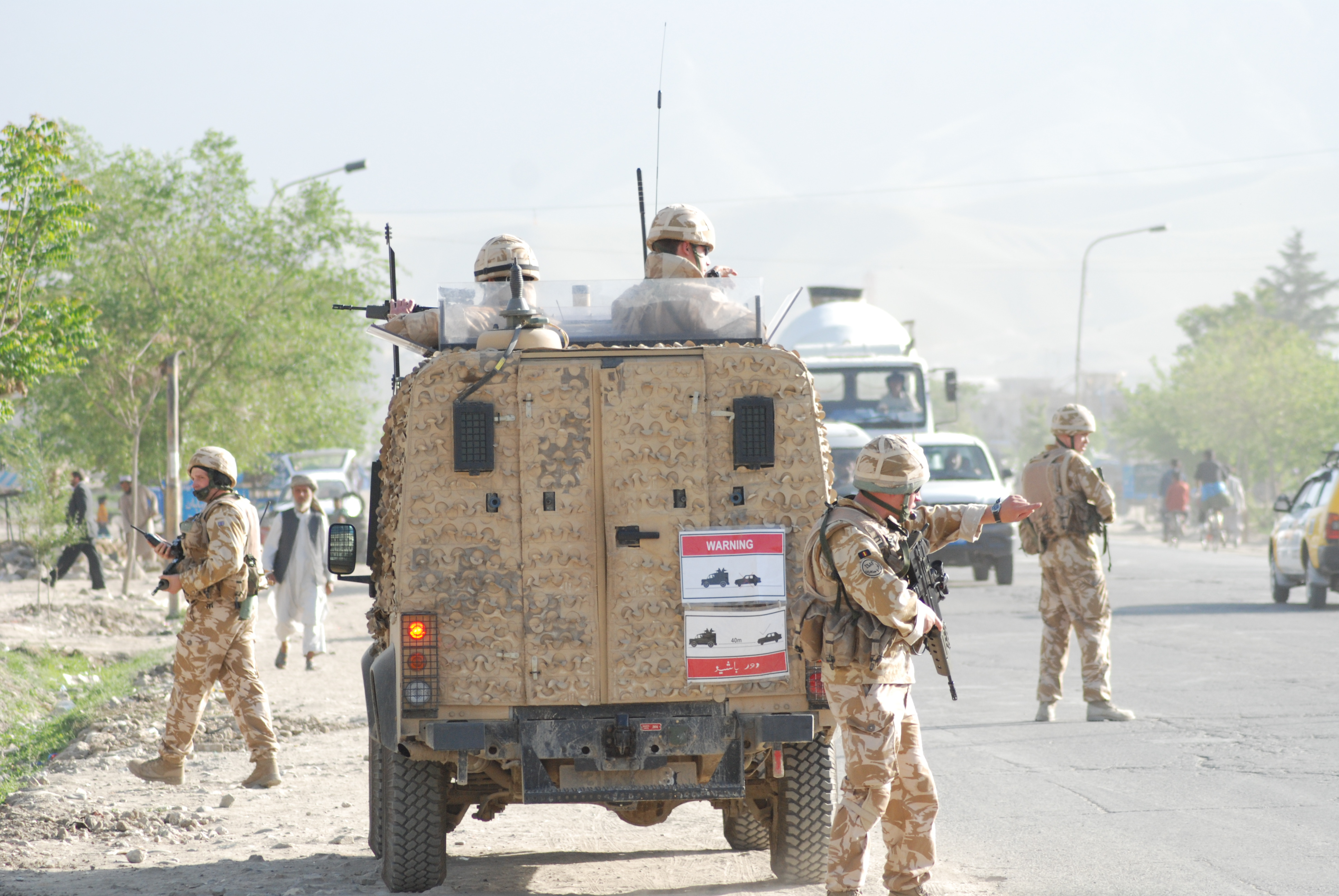
O Royal Anglian Regiment na província de Helmand.

Em novembro de 2001, como parte da Operação Liberdade Duradoura, junto com os Estados Unidos, o Reino Unido desdobrou forças no Afeganistão para derrubar o Talibã na Operação Herrick. A 3rd Division foi enviada a Cabul para ajudar na libertação da capital e derrotar as forças talibãs nas montanhas. Em 2006, o Exército Britânico começou a concentrar-se no combate às forças talibãs e na segurança da província de Helmand, com cerca de 9 500 soldados britânicos (incluindo fuzileiros navais, aviadores e marinheiros) destacados no seu auge — a segunda maior força depois dos Estados Unidos. Em dezembro de 2012 o Primeiro-ministro do Reino Unido, David Cameron, anunciou que a missão de combate terminaria em 2014 e o número de tropas caiu gradualmente à medida que o Exército Nacional do Afeganistão assumiu o peso dos combates. Entre 2001 e 26 de abril de 2014, um total de 453 militares britânicos morreram em operações afegãs. A Operação Herrick terminou com a entrega de Camp Bastion em 26 de outubro de 2014, mas o Exército Britânico manteve uma implantação no Afeganistão como parte da Operação Toral.
Após um anúncio do Governo dos Estados Unidos do fim das suas operações no Afeganistão, o Ministério da Defesa anunciou em abril de 2021 que as forças britânicas se retirariam do país até 11 de setembro. Mais tarde, foi relatado que todas as tropas do Reino Unido sairiam no início de julho. Após o colapso do exército afegão e a conclusão da retirada dos civis, todas as tropas britânicas partiram no final de agosto de 2021.

#### Guerra do Iraque

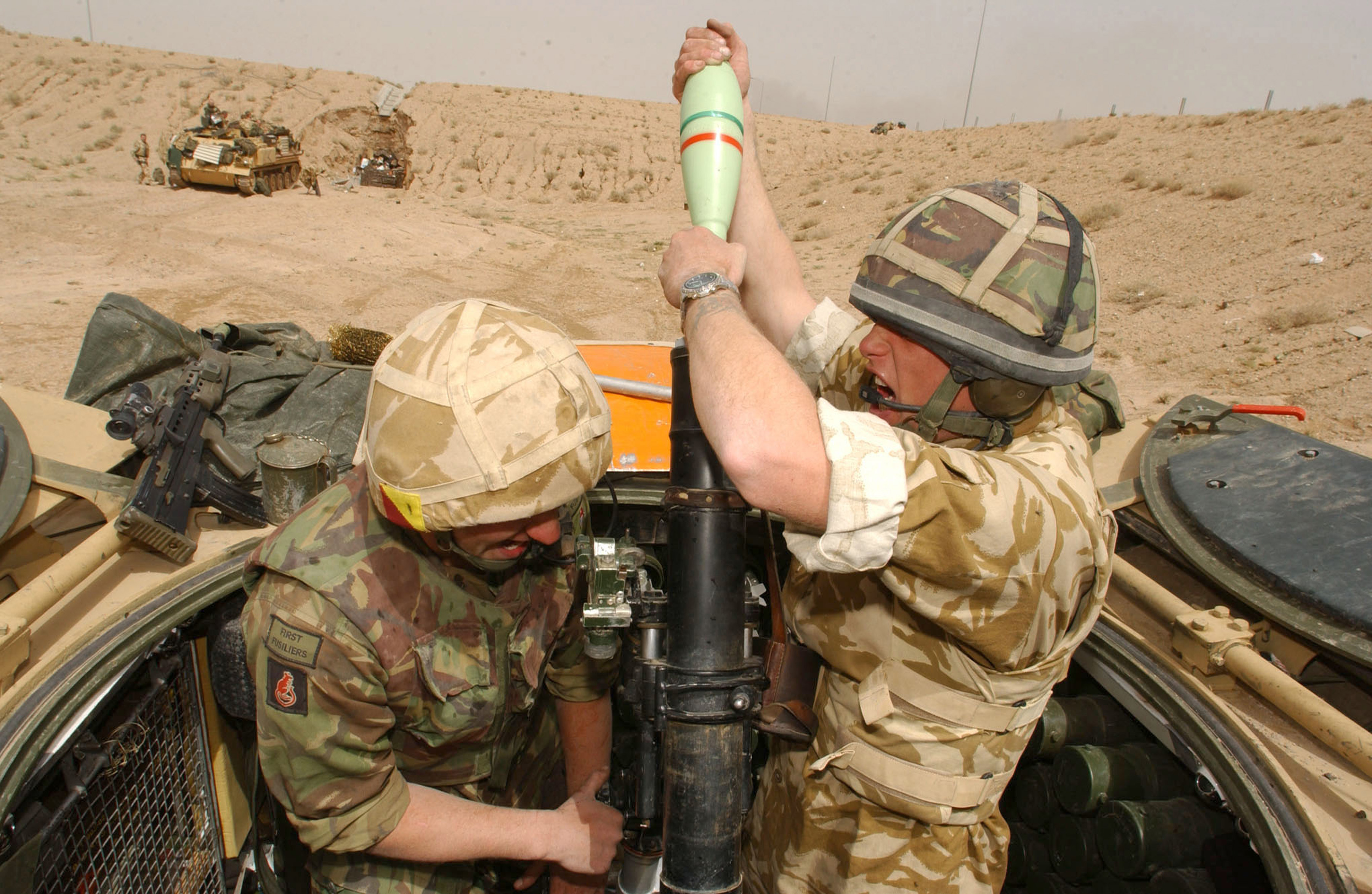
Soldados britânicos do 1st Battalion, Royal Regiment of Fusiliers enfrentam posições iraquianas ao sul de Basra.

Em 2003, o Reino Unido foi um dos principais contribuintes para a invasão do Iraque em 2003, enviando uma força de mais de 46 000 militares. O Exército Britânico controlava o sul do Iraque e mantinha uma presença de manutenção da paz em Basra. Todas as tropas britânicas foram retiradas do Iraque em 30 de abril de 2009, depois de o governo iraquiano se ter recusado a prorrogar o seu mandato. Cento e setenta e nove militares britânicos morreram em operações no Iraque. As Forças Armadas do Reino Unido regressaram ao Iraque em 2014 como parte da Operação Shader para combater o Estado Islâmico do Iraque e do Levante (ISIL).

#### Ajuda militar recente
O Exército Britânico mantém a responsabilidade permanente de apoiar as autoridades civis em determinadas circunstâncias, geralmente em capacidades de nicho (por exemplo, remoção de munições explosivas) ou no apoio geral às autoridades civis quando a sua capacidade é excedida. Nos últimos anos, isto tem sido visto como o apoio do pessoal do exército às autoridades civis face ao surto de febre aftosa de 2001 no Reino Unido, a greve dos bombeiros de 2002, inundações generalizadas em 2005, 2007, 2009, 2013 e 2014, Operação Temperador após o atentado à bomba na Manchester Arena em 2017 e, mais recentemente, a Operação Rescript durante a pandemia de COVID-19.

#### Europa Oriental
Desde 2016, o Exército Britânico mantém presença na Europa Oriental em apoio à estratégia de Presença Avançada Reforçada da OTAN, que respondeu à anexação da Crimeia à Federação Russa em 2014. O Exército Britânico lidera um grupo de combate blindado multinacional na Estônia no âmbito da Operação Cabrit e contribui com tropas para outro grupo de combate militar na Polônia.
Entre 2015 e 2022, o Exército Britânico implantou Short Term Training Teams (STTTs) para a Ucrânia no âmbito da Operação Orbital para ajudar a treinar as Forças Armadas da Ucrânia contra novas agressões russas. Esta operação foi sucedida pela Operação Interflex em julho de 2022.

## Exército moderno

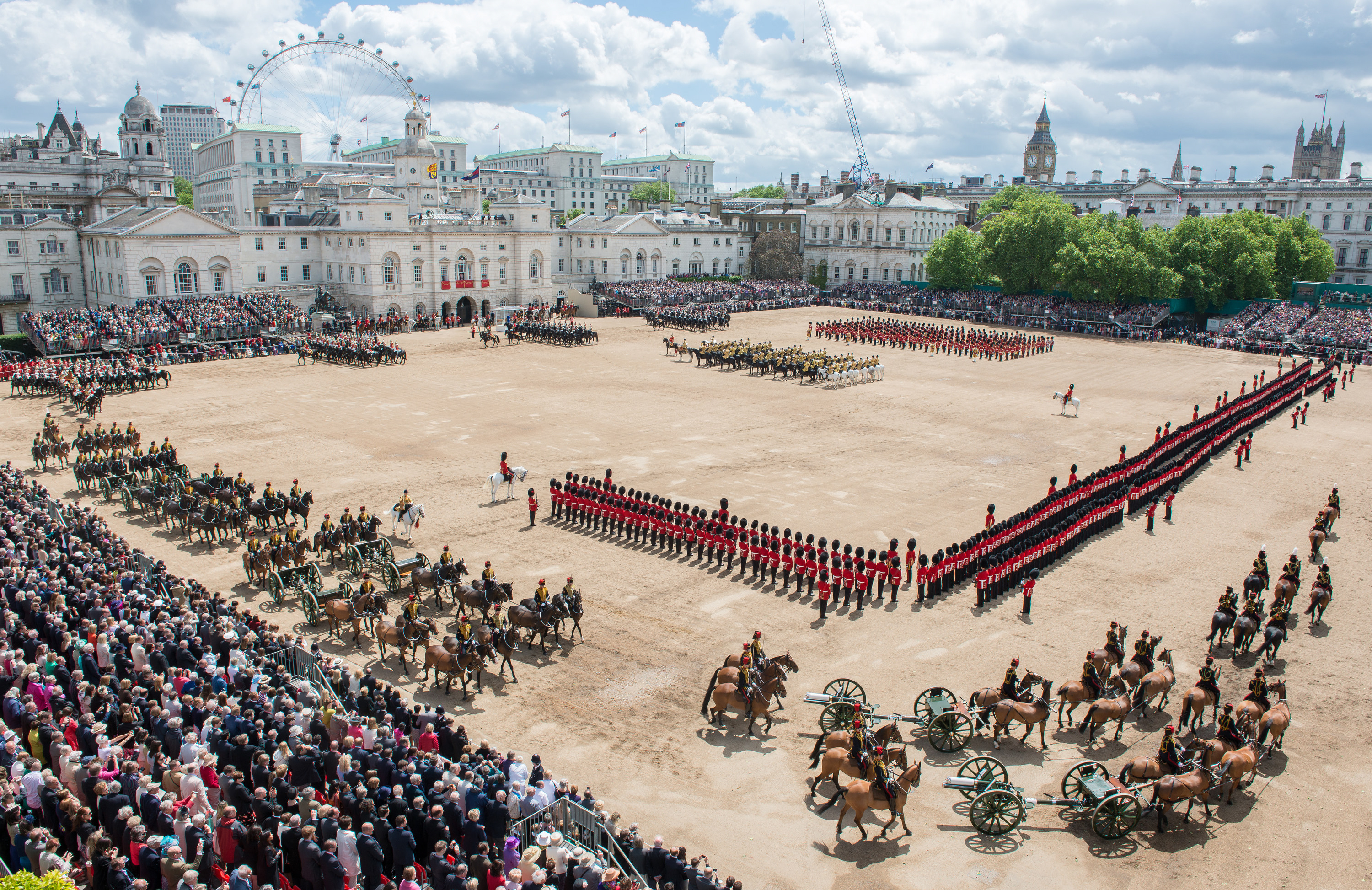
O Blues and Royals no Trooping the Colour em 2013.

### Pessoal
O Exército Britânico tem sido uma força voluntária desde o fim do serviço nacional, na década de 1960. Desde a criação da Força Territorial de reserva em tempo parcial em 1908 (renomeada Reserva do Exército em 2014), o Exército Britânico em tempo integral é conhecido como Exército Regular. Em 1 de outubro de 2023, havia pouco mais de 75 983 Regulares e pouco mais de 26 000 Reservistas do Exército. Todos os ex-funcionários do Exército Regular também podem ser chamados de volta ao serviço em circunstâncias excepcionais durante o período de 6 anos após a conclusão do serviço regular, o que cria uma força adicional conhecida como Reserva Regular.
A tabela abaixo ilustra os números do pessoal do Exército Britânico de 1710 a 2020:
| Força do Exército Britânico | Força do Exército Britânico | Força do Exército Britânico | Força do Exército Britânico | Força do Exército Britânico | Força do Exército Britânico | Força do Exército Britânico | Força do Exército Britânico | Força do Exército Britânico | Força do Exército Britânico |
| --------------------------- | --------------------------- | --------------------------- | --------------------------- | --------------------------- | --------------------------- | --------------------------- | --------------------------- | --------------------------- | --------------------------- |
| (1707–1810)                 | (1707–1810)                 |                             | (1810–1921)                 | (1810–1921)                 |                             | (1930– Presente)            | (1930– Presente)            | (1930– Presente)            | (1930– Presente)            |
| Ano                         | Exército Regular            | Ano                         | Exército Regular            | Ano                         | Exército Regular            | Reserva do Exército         | Total                       |                             |                             |
| 1710                        | 68 000                      | 1820                        | 93 000                      | 1930                        | 188 000                     |                             | —                           |                             |                             |
| 1720                        | 20 000                      | 1830                        | 89 000                      | 1945                        | 2 930 000                   | Incluído no normal          | 3 120 000                   |                             |                             |
| 1730                        | 17 000                      | 1838                        | 89 000                      | 1950                        | 364 000                     | 83 000                      | 447 000                     |                             |                             |
| 1740                        | 46 000                      | 1840                        | 94 000                      | 1960                        | 258 000                     | 120 000                     | 387 000                     |                             |                             |
| 1750                        | 79 000                      | 1850                        | 99 000                      | 1970                        | 174 000                     | 80 000                      | 256 000                     |                             |                             |
| 1760                        | 65 000                      | 1860                        | 236 000                     | 1980                        | 159 000                     | 63 000                      | 222 000                     |                             |                             |
| 1770                        | 24 000                      | 1870                        | 185 000                     | 1990                        | 153 000                     | 73 000                      | 226 000                     |                             |                             |
| 1780                        | 35 000                      | 1880                        | 165 000                     | 2000                        | 110 000                     | 45 000                      | 155 000                     |                             |                             |
| 1790                        | 17 000                      | 1890                        | 210 000                     | 2010                        | 109 000                     | 29 000                      | 142 000                     |                             |                             |
| 1800                        | 80 000                      | 1900                        | 302 000                     | 2015                        | 87 000                      | 25 000                      | 119 000                     |                             |                             |
| 1810                        | 99 000                      | 1918                        | 3 838 000                   | 2020                        | 79 000                      | 30 000                      | 116 000                     |                             |                             |

## Equipamento

### Infantaria
A arma básica do Exército Britânico é o fuzil de assalto L85A2 ou L85A3 de 5,56 mm, com o pessoal especializado usando a variante de carabina L22A2 (pilotos e alguns tripulantes do tanque). A arma era tradicionalmente equipada com mira de ferro ou com um SUSAT óptico, embora outras miras ópticas tenham sido adquiridas posteriormente para complementá-las. A arma pode ser aprimorada ainda mais utilizando o trilho Picatinny com acessórios como o lançador de granadas L17A2 sob o cano. Em 2023, a Army Special Operations Brigade, que inclui o Ranger Regiment, começou a usar o L403A1, um rifle com padrão AR também usado pelos Royal Marines.
Alguns soldados estão equipados com o rifle de atirador L129A1 de 7,62 mm, que em 2018 substituiu formalmente a arma leve de suporte L86A2. O fogo de apoio é fornecido pela metralhadora de uso geral L7 (GPMG), e o fogo indireto é fornecido por morteiros L16 de 81 mm. Os rifles de precisão incluem o L118A1 7,62 mm, L115A3 e o AW50F, todos fabricados pela Accuracy International. O Exército Britânico usa a Glock 17 como braço lateral.
As armas guiadas antitanque incluem o Javelin, a substituição da arma guiada antitanque de médio alcance para Milan, com modos de operação sobrevoo e ataque direto, e o NLAW. A Arma Antitanque Leve de Próxima Geração (NLAW) é o primeiro míssil antitanque não especializado, de curto alcance, que nocauteia rapidamente qualquer tanque de batalha principal com apenas um tiro, atingindo-o de cima.

### Tanques

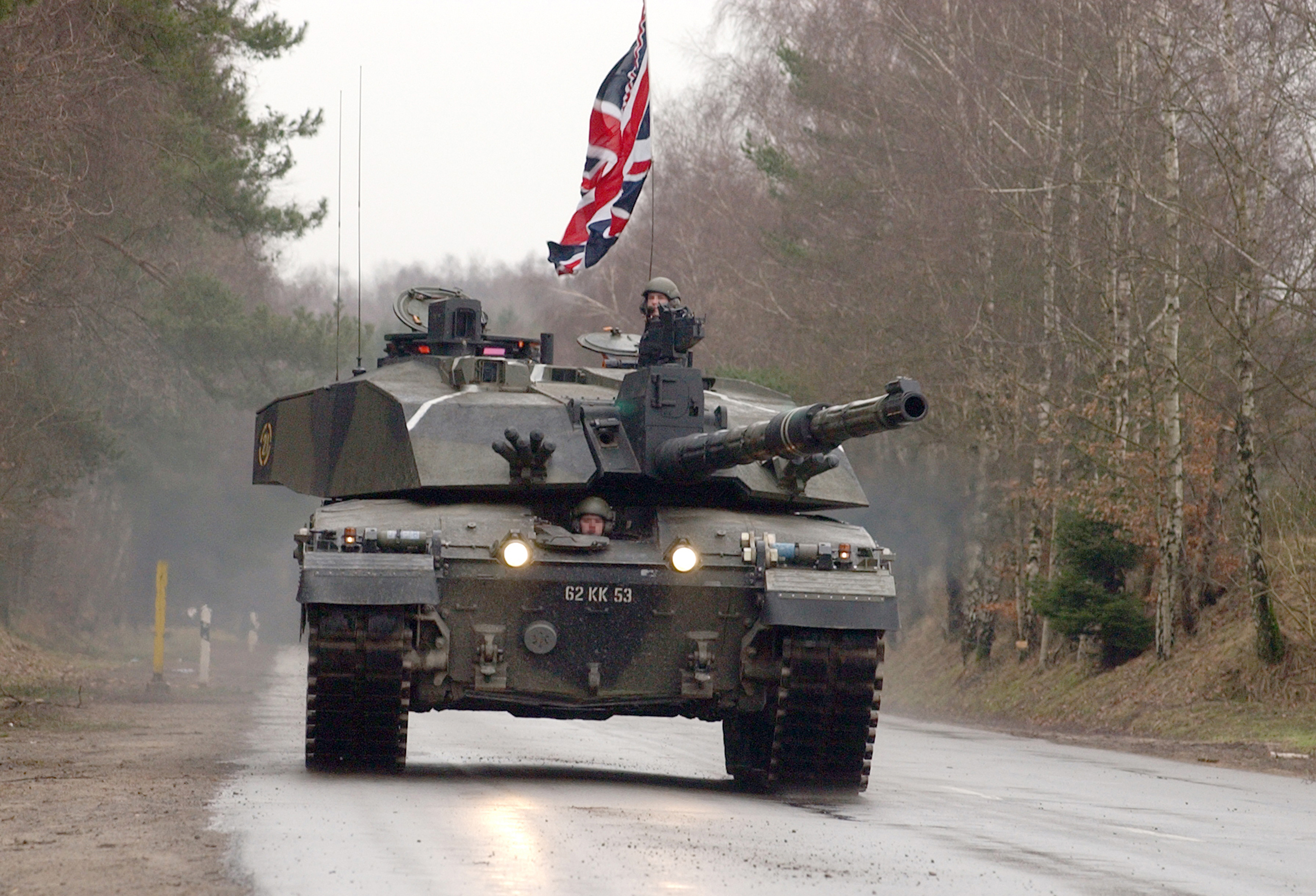
Um Challenger II do Royal Scots Dragoon Guards em 2003.

O principal tanque de batalha do Exército é o Challenger 2, que está sendo atualizado para o Challenger 3. É apoiado pelo veículo blindado Warrior como o principal veículo de combate de infantaria, (que em breve será substituído pelo veículo blindado de combate Boxer 8x8) e o veículo blindado de transporte de pessoal Bulldog. Unidades blindadas leves costumam usar o Supacat "Jackal" MWMIK e o veículo de apoio tático Coyote para reconhecimento e apoio de fogo.

### Artilharia
O exército possui três sistemas principais de artilharia: o Multi Launch Rocket System (MLRS), o AS-90 e o L118. O MLRS usado pela primeira vez na Operação Granby, tem um alcance de 85 quilômetros (53 milhas). O AS-90 é um canhão blindado autopropelido de 155 mm com alcance de 24 quilômetros (15 milhas). O L118 é uma arma rebocada de 105 mm, que normalmente é rebocada por um veículo todo terreno Pinzgauer. Para identificar alvos de artilharia, o exército opera localizadores de armas, como o Radar MAMBA, e usa alcance sonoro de artilharia. Para defesa aérea utiliza o novo sistema Sky Saber, que em 2021 substituiu o Rapier. Também implanta a Defesa Aérea de Muito Curto Alcance (VSHORAD) Starstreak HVM (míssil de alta velocidade) lançado por um único soldado ou por um lançador montado em veículo Stormer HVM.

### Mobilidade protegida
Onde a blindagem não é necessária ou a mobilidade e a velocidade são favorecidas, o Exército Britânico utiliza veículos de patrulha protegidos, como a variante Panther do Iveco LMV, o Foxhound e variantes da família Cougar (como Ridgeback, Husky e Mastiff). Para o trabalho utilitário do dia-a-dia, o exército normalmente usa o Land Rover Wolf, que é baseado no Land Rover Defender.

### Engenheiros, utilidades e sinais
Veículos especializados de engenharia incluem robôs de eliminação de bombas, como o T7 Multi-Mission Robotic System e as variantes modernas do Veículo Blindado dos Royal Engineers, incluindo a camada de ponte Titan, veículo de engenharia blindado Trojan, o Terrier Armoured Digger e o e Python Minefield Breaching System. O trabalho diário de utilidade pública utiliza uma série de veículos de apoio, incluindo caminhões MAN de seis, nove e quinze toneladas, transportadores de equipamentos pesados Oshkosh (HET), tanques de apoio próximo, quadriciclos e ambulâncias. A comunicação tática usa o sistema de rádio Bowman, e a comunicação operacional ou estratégica é controlada pelo Royal Corps of Signals.

### Aviação
O Army Air Corps (AAC) fornece apoio aéreo direto, com a Força Aérea Real fornecendo helicópteros de apoio. O principal helicóptero de ataque é o Westland WAH-64 Apache, uma versão modificada e licenciada do AH-64 Apache que substituiu o Westland Lynx AH7 na função antitanque. Outros helicópteros incluem o Westland Gazelle (uma aeronave leve de vigilância), o Bell 212 (em ambientes de selva "quentes e altos") e o AgustaWestland AW159 Wildcat, um helicóptero dedicado de inteligência, vigilância, aquisição de alvos e reconhecimento (ISTAR). O Eurocopter AS 365N Dauphin é usado para aviação de operações especiais. O exército opera dois veículos aéreos não tripulados ('UAV's) em uma função de vigilância: o pequeno Lockheed Martin Desert Hawk III e o maior Thales Watchkeeper WK450.

## Operações atuais

### Operações de baixa intensidade
| Localização | Data       | Detalhes |
| ----------- | ---------- | --- |
| Iraque      | Desde 2014 | Operação Shader: O Reino Unido tem um papel de liderança na Coligação Global de 67 membros empenhados em derrotar o EIIL. A coligação inclui o Iraque, nações europeias e os Estados Unidos. Os soldados britânicos não desempenham funções de combate no Iraque, mas estão no terreno com parceiros da coligação que fornecem treino e equipamento às Forças de Segurança Iraquianas (ISF) e às Forças de Segurança Curdas (KSF). Havia aproximadamente 400 militares no Iraque em 2020. |
| Chipre      | Desde 1964 | Operação Tosca: Houve 275 soldados destacados como parte da Força das Nações Unidas para Manutenção da Paz em Chipre (UNFICYP) em 2016. |
| Estônia     | Desde 2017 | Presença avançada reforçada da OTAN: O Exército Britânico destaca aproximadamente 900 soldados para a Estônia e 150 para a Polônia como parte do seu compromisso com a OTAN. |
| África      | Desde 2019 | O Exército Britânico mantém várias equipes de treinamento militar de curto prazo para ajudar a desenvolver a capacidade das forças militares nacionais, garantir que vários estados na África possam responder de forma adequada e proporcional às ameaças à segurança que enfrentam, incluindo o terrorismo, o comércio ilegal de vida selvagem, as violações dos direitos humanos e as crises humanitárias emergentes.                                                                  |

### Postagens permanentes no exterior
| Localização    | Data | Detalhes |
| -------------- | ---- | --- |
| Belize         | 1949 | British Army Training and Support Unit Belize: O Exército Britânico manteve presença em Belize desde a sua independência. Atualmente, a British Army Training and Support Unit Belize permite treinamento em países próximos e em ambiente tropical para tropas do Reino Unido e parceiros internacionais. |
| Bermudas       | 1701 | Royal Bermuda Regiment: A milícia colonial e os voluntários existiram de 1612 a 1816. O Exército Inglês regular, depois Exército Britânico, a Bermuda Garrison foi estabelecido pela primeira vez por uma Companhia Independente em 1701. Os voluntários foram recrutados para o exército regular e para o Board of Ordnance Military Corps para serviço local de meio período, de 1830 a 1850, devido à falta de uma milícia. O governo britânico considerou as Bermudas uma fortaleza imperial, e não uma colônia. Após a Revolução Francesa, o governador das Bermudas era normalmente um oficial militar (geralmente um Tenente-general ou Major-general da Royal Artillery ou Royal Engineers) encarregado de todas as forças militares nas Bermudas, com a Bermuda Garrison sob o Comando da Nova Escócia. A partir de 1868, a Bermuda Garrison tornou-se o Comando independente das Bermudas, com os Governadores sendo Generais, Tenentes-Generais ou Major Generais ocupando o papel de Comandante-em-Chefe ou General Oficial Comandante (GOC). Unidades de reserva recrutadas localmente, a Artilharia da Milícia das Bermudas com o emblema da Royal Artillery (BMA) e o Bermuda Volunteer Rifle Corps (BVRC) foram criados novamente a partir de 1894, mais tarde juntaram-se os Bermuda Volunteer Engineers com o emblema da Royal Engineers (1931–1946), a Bermuda Militia Infantry com o emblema do General Service Corps (1939–1946) e uma Guarda Nacional (1942–1946). Depois que o Royal Naval Dockyard foi redesignado como base naval em 1951, a guarnição do exército foi fechada em 1957, deixando apenas o BMA em tempo parcial (re-tarefa como infantaria em 1953, embora ainda tenha o emblema e uniforme de Artilharia Real) e BVRC (renomeado Rifles das Bermudas em 1949). O Quartel-General do Comando das Bermudas e todo o pessoal regular do exército, exceto membros do Estado-Maior Permanente dos Territoriais locais e o Ajudante de Campo do Governador das Bermudas (hoje normalmente um capitão do Regimento Real das Bermudas empregado em tempo integral durante a nomeação) foram aposentados. A defesa da casa tem sido fornecida pelo Regimento Real das Bermudas desde que foi formado pela fusão de 1965 do BMA e dos Rifles das Bermudas. |
| Brunei         | 1962 | British Forces Brunei: Um batalhão de Royal Gurkha Rifles, British Garrison, Training Team Brunei (TTB). Um batalhão Gurkhafoi mantido em Brunei desde a Revolta de Brunei em 1962, a pedido do Sultão Omar Ali Saifuddien III. A Training Team Brunei (TTB) é a escola de guerra na selva do Exército, e um pequeno número de tropas da guarnição apoia o batalhão. O 7 Flight AAC anteriormente fornecia apoio de helicóptero ao batalhão Gurkha e ao TTB mas seu papel foi desde então assumido pelo voo nº 1563 da Força Aérea Real. |
| Canadá         | 1972 | British Army Training Unit Suffield: Um centro de treinamento na pradaria de Alberta para o uso do Exército Britânico e das Forças Canadenses sob acordo com o Governo do Canadá. As forças britânicas realizam grandes exercícios regulares de treinamento blindado todos os anos, com apoio de helicóptero fornecido pelo 29 (BATUS) AAC. |
| Chipre         | 1960 | 2 batalhões de infantaria residentes, Royal Engineers e Joint Service Signals Unit em Ágios Nikolaos como parte das Forças Britânicas no Chipre. O Reino Unido mantém duas áreas de base soberana (Acrotíri e Deceleia), que são bases avançadas para implantações no Oriente Médio. As principais instalações são o Quartel Alexander em Dhekelia e o Quartel Salamanca em Episkopi. |
| Ilhas Malvinas | 1982 | Parte das Forças Britânicas nas Ilhas do Atlântico Sul: Após o conflito de 1982, o Reino Unido estabeleceu uma guarnição nas Ilhas Malvinas, composta por elementos navais, terrestres e aéreos. A contribuição do Exército Britânico consiste em um grupo de companhia de infantaria, uma Bateria Real de Artilharia e um Esquadrão de Engenheiros. |
| Gibraltar      | 1704 | Parte das Forças Britânicas de Gibraltar: O Exército está presente em Gibraltar há mais de 300 anos. O povo de Gibraltar pegou em armas como Corpo de Voluntários de Gibraltar de 1915 a 1920 e novamente como Força de Defesa de Gibraltar, pouco antes do início da Segunda Guerra Mundial. Esta força mais tarde tornou-se o Regimento Real de Gibraltar, que permanece como a única unidade do Exército formada em Gibraltar. |
| Quênia         | 2010 | Unidade de Treinamento do Exército Britânico Quênia (BATUK): O exército tem um centro de treino no Quénia. BATUK é uma unidade permanente de apoio à formação baseada principalmente em Nanyuki, 200 km a norte de Nairóbi. O BATUK oferece treinamento exigente para unidades em exercício que se preparam para implantar operações ou assumir tarefas de alta prontidão. BATUK consiste em cerca de 100 funcionários permanentes e reforça um grupo de curta duração de outros 280 funcionários. Ao abrigo de um acordo com o governo queniano, até seis batalhões de infantaria por ano realizam exercícios de oito semanas no Quênia. Existem também exercícios do Royal Engineer, que realizam projetos de engenharia civil, e implantações médicas, que prestam assistência primária à saúde à comunidade civil. |
| Omã            | 2019 | Área Conjunta de Treinamento Omã-Britânica: Uma área de treinamento para grupos de batalha de armas combinadas, mantida em conjunto com o Exército Real de Omã. |

## Estrutura
O Quartel-General do Exército está localizado em Andover, Hampshire, e é responsável por fornecer forças em prontidão operacional para emprego no Quartel-General Conjunto Permanente. A estrutura de comando é hierárquica, cabendo ao comando geral o Chefe do Estado-Maior (CGS), que está imediatamente subordinado ao Chefe do Estado-Maior de Defesa, o chefe das Forças Armadas Britânicas. O CGS é apoiado pelo Vice-Chefe do Estado-Maior General. O Quartel-General do Exército é organizado em dois comandos subordinados, Exército de Campanha e Comando Interno, cada um comandado por um tenente-general. Estes dois Comandos têm finalidades distintas e estão divididos numa estrutura de divisões e brigadas, que consistem em uma mistura complexa de unidades menores, como batalhões. As unidades do Exército Britânico são unidades 'regulares' em tempo integral ou unidades da Reserva do Exército em tempo parcial.

### Exército de Campo
Liderado pelo Comandante do Exército de Campo, o Exército de Campo é responsável por gerar e preparar forças para operações atuais e de contingência. O Exército de Campo compreende:
- 1st (United Kingdom) Division;
- 3rd (United Kingdom) Division, que é o recurso estratégico de guerra terrestre do Reino Unido;
- 6th (United Kingdom) Division;
- Land Warfare Centre (United Kingdom), responsável por impulsionar a adaptação para obter sucesso nas operações.

### Home Command
O Home Command é o comando de apoio do Exército Britânico; uma força de geração, recrutamento e treinamento que apoia o Exército de Campanha e proporciona resiliência ao Reino Unido. Compreende:
- Army Personnel Centre: lida com questões de pessoal e faz contato com agências externas;[139]
- Army Personnel Services Group: apoia a administração de pessoal;[137]
- Army Recruiting and Initial Training Command: é responsável por todo o recrutamento e treinamento de Oficiais e Soldados;[137]
- London District Command: é o quartel-general de todas as unidades do Exército Britânico no corredor M25 de Londres. Também fornece eventos cerimoniais em Londres, bem como apoia implantações operacionais no exterior;[140]
- Regional Command, permite a entrega de uma frente interna segura que sustenta o Exército, ajudando nomeadamente a coordenar o apoio do Exército Britânico às autoridades civis, supervisionando o Serviço de Bem-Estar do Exército Britânico e cumprindo a missão de envolvimento civil do Exército Britânico;[141]
- Standing Joint Command, coordena a contribuição da defesa para as operações de resiliência do Reino Unido em apoio a outros departamentos governamentais.[142]

### Forças Especiais

Special Air Service.

O Exército Britânico contribui com duas das três formações de forças especiais para a diretoria das Forças Especiais do Reino Unido: o Special Air Service (SAS) e o Special Reconnaissance Regiment (SRR). O SAS consiste em um regimento regular e dois de reserva. O regimento regular, 22 SAS, tem sede em Stirling Lines, Credenhill, Herefordshire. É composto por 5 esquadrões (A, B, D, G e Reserva) e uma ala de treinamento. O 22 SAS são apoiados por 2 regimentos de reserva, 21 SAS e 23 SAS, que formaram coletivamente o Special Air Service (Reserve) (SAS [R]), que em 2020 foi transferido novamente sob o comando do Diretor de Forças Especiais após anteriormente estar sob o comando da 1st Intelligence, Surveillance and Reconnaissance Brigade. O SRR, formado em 2005, realiza tarefas especiais de reconhecimento e vigilância. O Special Forces Support Group, sob o controle operacional do Diretor das Forças Especiais, fornece apoio de manobra operacional às Forças Especiais do Reino Unido.

### Unidades Coloniais

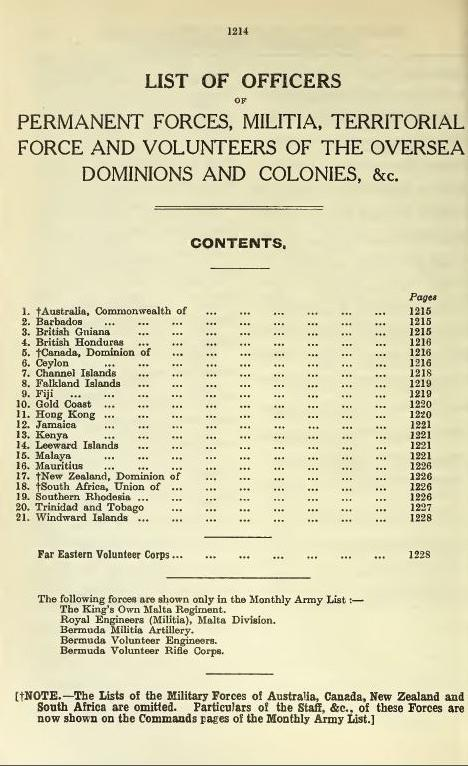
Domínio e Regimentos Coloniais de 1939.

O Exército Britânico historicamente incluiu muitas unidades do que hoje são reinos separados da Commonwealth. Quando o Império Britânico foi estabelecido na América do Norte (incluindo as Bermudas), e nas Índias Ocidentais no início do Século XVII não havia um exército inglês permanente, apenas a Milícia, a Yeomanry e a Guarda Real, dos quais a Milícia, como principal força de defesa interna, foi imediatamente estendida às colônias. As milícias coloniais defenderam as colônias sozinhas, inicialmente contra os povos indígenas e os concorrentes europeus. Assim que o Exército Inglês permanente, mais tarde Exército Britânico, surgiu e começou a guarnecer as colónias, as milícias coloniais lutaram lado a lado com ele numa série de guerras, incluindo a Guerra dos Sete Anos. Algumas das milícias coloniais rebelaram-se durante a Guerra de Independência dos Estados Unidos. A milícia lutou ao lado do exército britânico regular (e aliados nativos) na defesa da América do Norte Britânica de seus ex-compatriotas durante a Guerra Anglo-Americana de 1812.

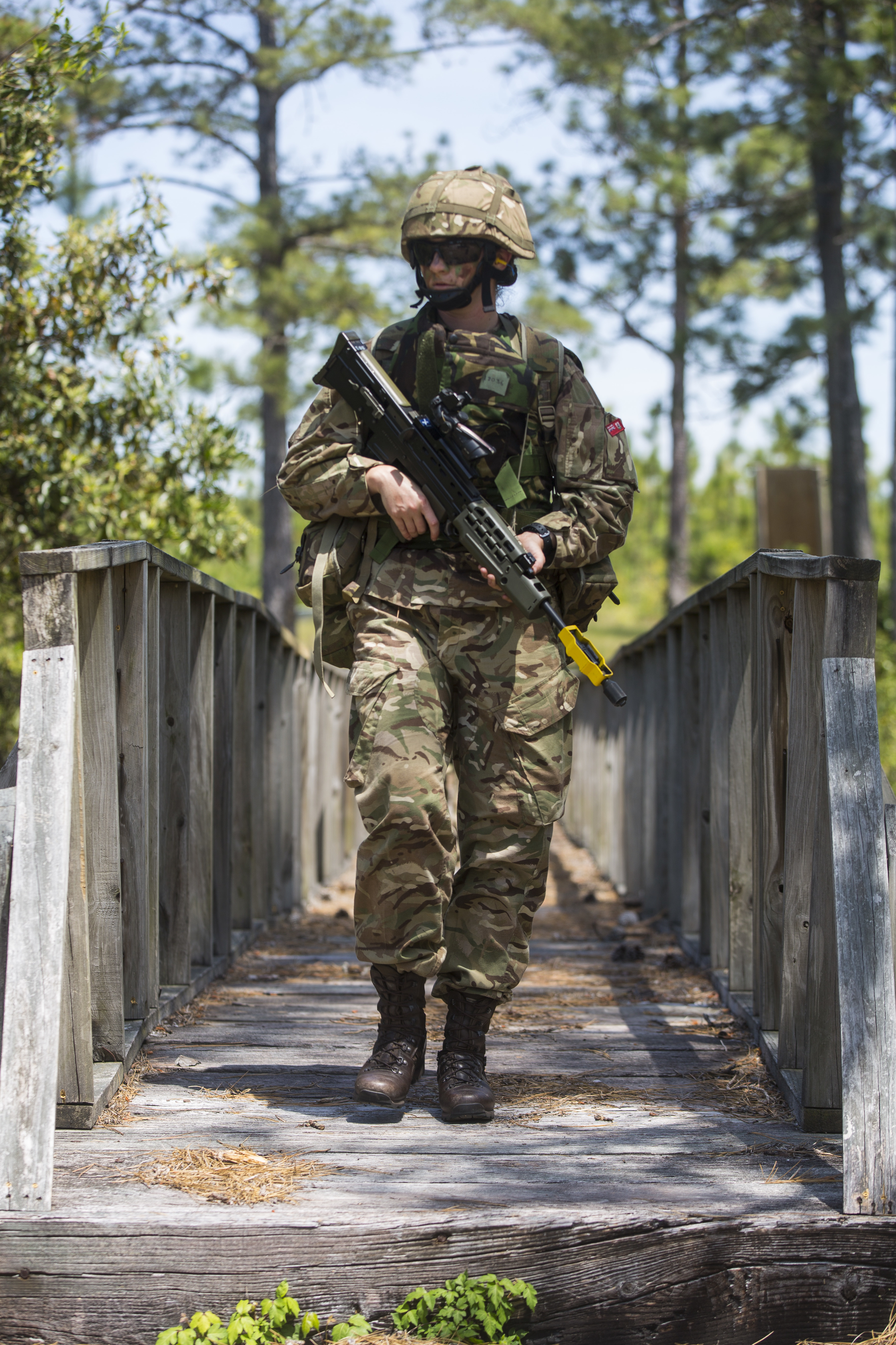
Soldado do Royal Bermuda Regiment com um L85A2 no USMC Camp Lejeune em 2018.

Unidades criadas localmente em colônias de fortalezas imperiais estrategicamente localizadas (incluindo: Nova Escócia antes da Confederação do Canadá; Bermudas - que foram tratadas como parte dos Marítimos sob o Comandante em chefe na Nova Escócia até a Confederação do Canadá; Gibraltar; e Malta) e as Ilhas do Canal eram geralmente mantidas com fundos do exército e mais plenamente integradas no Exército Britânico, como é evidente pelas suas aparições nas listas do Exército Britânico, ao contrário de unidades como os King's African Rifles.
As colônias maiores (Austrália, Nova Zelândia, Canadá, África do Sul, etc.) alcançaram principalmente o status de Domínio da Commonwealth antes ou depois da Primeira Guerra Mundial e obteviram independência legislativa total em 1931. Embora permanecessem dentro do Império Britânico, isto colocou os seus governos em pé de igualdade com o governo britânico e, portanto, as suas unidades militares compreendiam exércitos separados (por exemplo, o Exército Australiano), embora o Canadá tenha mantido o termo "milícia" para suas forças militares até a Segunda Guerra Mundial. Desde a década de 1940, esses domínios e muitas colônias escolheram a independência total, geralmente tornando-se reinos da Commonwealth (como são conhecidos hoje os estados membros da Commonwealth).
Unidades criadas em colônias autônomas e da Coroa (aqueles sem legislaturas eleitas locais, como foi o caso do Hong Kong britânico) que fazem parte do reino britânico permanecem sob o controle do governo britânico. Como aos governos territoriais é delegada a responsabilidade apenas pelo governo interno, o Governo do Reino Unido, como governo do estado soberano, mantém a responsabilidade pela segurança nacional e pela defesa dos catorze Territórios Ultramarinos Britânicos restantes, dos quais seis têm regimentos criados localmente:
- Royal Bermuda Regiment;[130]
- Royal Gibraltar Regiment;[153]
- Falkland Islands Defence Force;[154];
- Royal Montserrat Defence Force;[155]
- Cayman Islands Regiment;[156]
- Turks and Caicos Islands Regiment.[157]

### Níveis de Comando
A estrutura do Exército Britânico abaixo do nível de Divisões e Brigadas também é hierárquica e o comando é baseado na classificação. A tabela abaixo detalha quantas unidades do Exército Britânico estão estruturadas, embora possa haver uma variação considerável entre unidades individuais:
| Tipo de unidade | Divisão    | Brigada                           | Grupo de combate            | Batalhão, Regimento | Companhia, Esquadrão, Bateria | Pelotão ou Tropa | Seção      | Esquadra     |
| --------------- | ---------- | --------------------------------- | --------------------------- | ------------------- | ----------------------------- | ---------------- | ---------- | ------------ |
| Contém          | 3 Brigadas | 3–5 Batalhões (grupos de batalha) | Unidade de armas combinadas | 4–6 Companhias      | 3 Pelotão                     | 3 Seção          | 2 Esquadra | 4 Indivíduos |
| Pessoal         | 10 000     | 5 000                             | 700–1 000                   | 720                 | 120                           | 30               | 8–10       | 4            |
| Comandado por   | Maj-Gen    | Brig                              | Lt Col                      | Lt Col              | Major                         | Lt ou 2nd Lt     | Cpl        | LCpl         |

Embora muitas unidades sejam organizadas administrativamente como batalhões ou regimentos, a unidade de combate mais comum é a unidade de armas combinadas conhecida como grupo de batalha. Esta é formada em torno de uma unidade de combate e apoiada por unidades (ou subunidades) de outras capacidades. Um exemplo de grupo de batalha seriam duas companhias de infantaria blindada (por exemplo, do 1st Battalion of the Mercian Regiment), um esquadrão de tanques pesado (por exemplo, um esquadrão do Royal Tank Regiment), uma companhia de engenheiros (por exemplo, Companhia B do 22nd Engineer Regiment), uma bateria de artilharia (por exemplo, Bateria D do 1º Regimento da Royal Horse Artillery) e anexos menores de unidades médicas, de logística e de inteligência. Normalmente organizado e comandado por um quartel-general de grupo de batalha e nomeado após a unidade que forneceu o maior número de unidades de combate, neste exemplo, seria o 1 Mercian Battlegroup. Isto cria uma formação mista autossustentável de blindados, infantaria, artilharia, engenheiros e unidades de apoio, comandadas por um tenente-coronel.

## Recrutamento

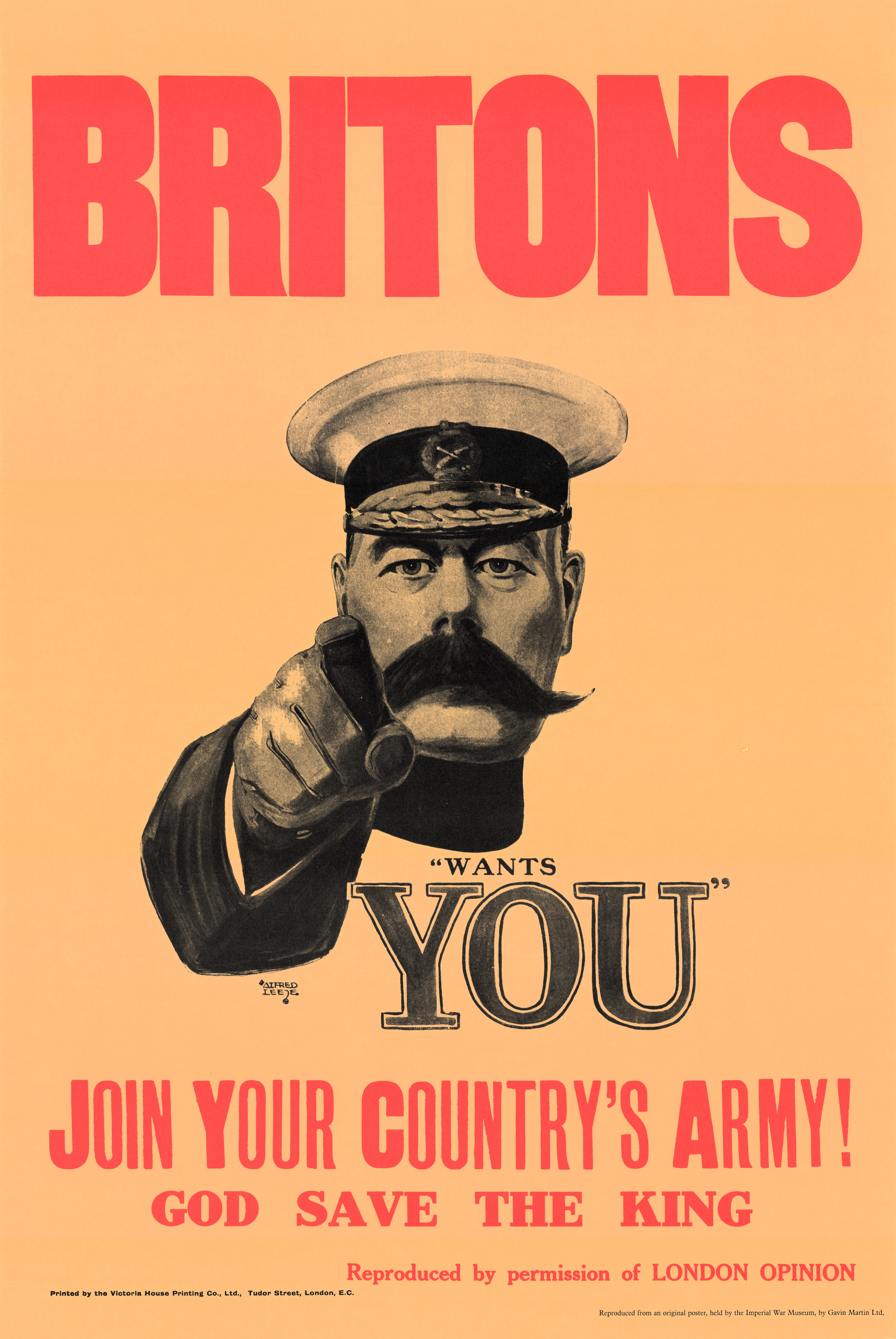
Um dos cartazes de recrutamento mais conhecidos do Exército Britânico; da Primeira Guerra Mundial, com Lord Kitchener.

O Exército Britânico recruta principalmente no Reino Unido, mas aceita candidaturas de todos os cidadãos britânicos. Também aceita candidaturas de cidadãos irlandeses e cidadãos da Commonwealth, com certas restrições. Desde 2018, o Exército Britânico tem sido um empregador que oferece oportunidades iguais (com algumas exceções legais devido aos padrões médicos), e não discrimina com base em raça, religião ou orientação sexual. Os candidatos ao Exército Regular devem ter idade mínima de 16 anos, embora soldados menores de 18 anos não possam servir em operações, e a idade máxima é 36 anos. Os candidatos à Reserva do Exército devem ter no mínimo 17 anos e 9 meses e no máximo 43 anos. Diferentes limites de idade se aplicam aos Oficiais e àqueles que ocupam algumas funções especializadas. Os candidatos também devem atender a vários outros requisitos, principalmente em relação à saúde médica, aptidão física, condenações criminais anteriores, educação e quaisquer tatuagens e piercings.
Os soldados e oficiais do Exército Regular alistam-se agora por um período inicial de 12 anos, com opções de prorrogação se cumprirem determinados requisitos. Os soldados e oficiais normalmente são obrigados a servir por um período mínimo de 4 anos a partir da data de alistamento e devem avisar com 12 meses de antecedência antes de partir; Os soldados que ingressaram antes dos 18 anos normalmente são obrigados a servir por um período mínimo de 6 anos.

### Juramento de fidelidade
Todos os soldados e oficiais comissionados devem prestar juramento de lealdade ao ingressar no Exército, processo conhecido como atestado. Aqueles que desejam jurar por Deus usam as seguintes palavras:
Eu, [nome do soldado ou oficial comissionado], juro por Deus Todo-Poderoso que serei fiel e prestarei verdadeira lealdade a Sua Majestade o Rei Charles III, seus herdeiros e sucessores e que irei, como no dever, defender honesta e fielmente Sua Majestade, seus herdeiros e sucessores pessoalmente, Coroa e dignidade contra todos os inimigos e observará e obedecerá todas as ordens de Sua Majestade, seus herdeiros e sucessores e dos generais e oficiais colocados sobre mim.
Outros substituem as palavras “jurar por Deus Todo-Poderoso” por “declarar e afirmar solenemente, sinceramente e verdadeiramente”.

### Treinamento

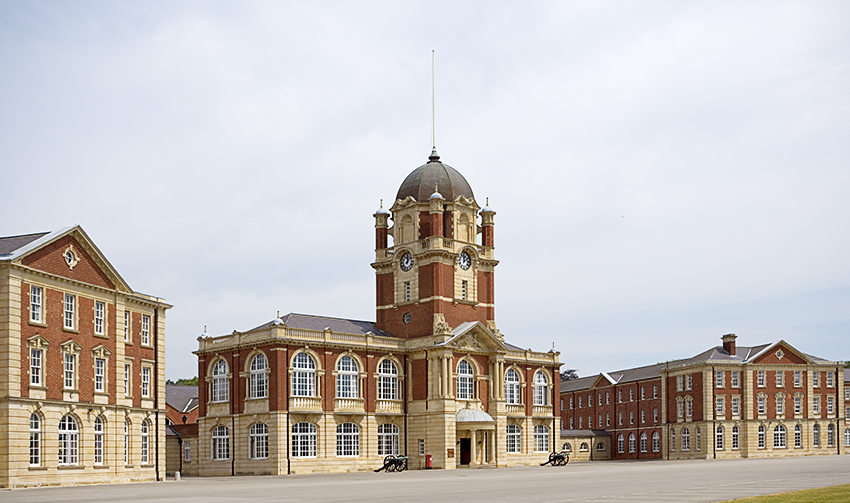
Novos edifícios universitários na Royal Military Academy Sandhurst.

Os candidatos ao Exército passam por treinamento comum, começando pelo treinamento militar inicial, levando todo o pessoal a um padrão semelhante em habilidades militares básicas, o que é conhecido como treinamento da Fase 1. Eles então realizam treinamento técnico especializado adicional para seu Regimento ou Corpo específico, conhecido como treinamento de Fase 2. Depois de completar o treinamento da Fase 1, um soldado é contabilizado na força técnica treinada do Exército e, após a conclusão da Fase 2, é contabilizado na força técnica totalmente treinada do Exército.
Soldados com idade inferior a 17 e 6 meses concluirão o treinamento da Fase 1 no Army Foundation College. Os soldados de infantaria completarão o treinamento combinado das Fases 1 e 2 no Infantry Training Centre, em Catterick, enquanto todos os outros soldados participarão do treinamento da Fase 1 no Army Training Centre Pirbright ou no Army Training Regiment, em Winchester, e, em seguida, concluam o treinamento da Fase 2 em locais diferentes, dependendo de sua especialização. Os oficiais conduzem seu treinamento inicial na Royal Military Academy Sandhurst (RMAS), antes de também concluir o treinamento da Fase 2 em vários locais diferentes.

## Bandeiras e insígnias
A bandeira oficial do Exército Britânico é a Union Jack. O Exército também tem uma bandeira não cerimonial que é frequentemente vista hasteada em edifícios militares e é usada em eventos e exposições militares e de recrutamento. Tradicionalmente, a maioria das unidades do Exército Britânico tinha um conjunto de bandeiras, conhecidas como cores - normalmente uma Cor Regimental e uma Cor do Rei (a Union Jack). Historicamente, estes eram levados para a batalha como ponto de encontro dos soldados e eram guardados de perto. Nas unidades modernas, as cores são frequentemente exibidas com destaque, decoradas com honras de batalha e atuam como um ponto focal para o orgulho regimental. Um soldado que retorna a um regimento (após ser retirado da reserva) é descrito como re-called to the Colours.
| Descrição                                                                                                  | Bandeira |
| --- | -------- |
| Bandeira oficial do Exército                                                                               |          |
| Bandeira não cerimonial do Exército; "Exército", em letras douradas, às vezes aparece abaixo do distintivo |          |
| Alferes para uso geral do Royal Logistic Corps                                                             |          |
| Alferes pilotado pelo Royal Logistic Corps a partir de navios comandados por oficiais comissionados        |          |
| Alferes do Royal Engineers                                                                                 |          |

## Posições e insígnias
| Código da OTAN                                   | OF–10             | OF–9    | OF–8            | OF–7          | OF–6       | OF–5    | OF–4            | OF–3  | OF–2    | OF–1    | OF–1            | OF(D)               |
| ------------------------------------------------ | ----------------- | ------- | --------------- | ------------- | ---------- | ------- | --------------- | ----- | ------- | ------- | --------------- | ------------------- |
| Reino Unido Insígnia de classificação de dragona |                   |         |                 |               |            |         |                 |       |         |         |                 |                     |
| Título                                           | Marechal de campo | General | Tenente-general | Major-general | Brigadeiro | Coronel | Tenente-coronel | Major | Capitão | Tenente | Segundo-tenente | Aspirante a oficial |
| Abreviação                                       | FM                | Gen     | Lt Gen          | Maj Gen       | Brig       | Col     | Lt Col          | Maj   | Capt    | Lt      | 2Lt             | OCdt                |

| Código da OTAN            | OR–9                | OR–9                | OR–9                | OR–8                | OR–8                | OR–7                         | OR–6     | OR–5     | OR–4 | OR–3      | OR–2         | OR–1         |
| ------------------------- | ------------------- | ------------------- | ------------------- | ------------------- | ------------------- | ---------------------------- | -------- | -------- | ---- | --------- | ------------ | ------------ |
| Reino Unido Rank Insignia |                     |                     |                     |                     |                     |                              |          |          |      |           | Sem Insígnia | Sem Insígnia |
| Título                    | Subtenente classe 1 | Subtenente classe 1 | Subtenente classe 1 | Subtenente classe 2 | Subtenente classe 2 | Sargento de Estado-Maior/Cor | Sargento | Sargento | Cabo | Anspeçada | Soldado      | Soldado      |
| Abreviação                | WO1                 | WO1                 | WO1                 | WO2                 | WO2                 | SSgt/CSgt                    | Sgt      | Sgt      | Cpl  | LCpl      | Pte          | Pte          |

A maioria das patentes do Exército Britânico são conhecidas pelo mesmo nome, independentemente do regimento em que pertencem. No entanto, a Household Cavalry chama muitas patentes por nomes diferentes, a Royal Artillery refere-se aos Cabos como Bombardeiros e os soldados rasos são conhecidos por uma ampla variedade de títulos; notavelmente soldado, artilheiro, guarda, rei, sapador, sinalizador, fuzileiro e artesão, dependendo do regimento a que pertencem. Esses nomes não afetam o salário ou a função do soldado.

## Forças de reserva
A mais antiga das Forças de Reserva era a Militia Force (também conhecida como Constitutional Force), que (no Reino da Inglaterra, antes de 1707) era originalmente a principal força defensiva militar (caso contrário, havia originalmente apenas guarda-costas reais, incluindo os Yeomen Warders e os Yeomen of the Guard, com exércitos formados apenas temporariamente para expedições ao exterior), compostos por civis incorporados para treinamento anual ou emergências, que utilizou vários regimes de serviço obrigatório durante diferentes períodos da sua longa existência. Desde a década de 1850, recrutou voluntários que se dedicavam ao serviço. A Milícia era originalmente uma força composta apenas por infantaria, embora a artilharia costeira, a artilharia de campanha e as unidades de engenharia da Milícia tenham sido introduzidas a partir da década de 1850, organizado em nível de cidade ou condado, e os membros não eram obrigados a servir fora de sua área de recrutamento, embora a área dentro da qual as unidades de milícia na Grã-Bretanha pudessem ser destacadas tenha aumentado para qualquer lugar da Grã-Bretanha durante o Século XVIII.
Os Volunteer Force também foram frequentemente criadas durante a guerra e dissolvidas após a paz. Esta foi restabelecida como uma parte permanente (ou seja, na guerra e na paz) das Forças de Reserva em 1859. Diferia da Milícia de várias maneiras, mais particularmente porque os voluntários não se comprometiam com um serviço temporário, e puderam renunciar com aviso prévio de quatorze dias (exceto enquanto encarnados). Como originalmente se esperava que os soldados voluntários financiassem o custo do seu próprio equipamento, poucos tendiam a vir da classe trabalhadora, entre a qual a Milícia recrutava principalmente.
A Força Yeomanry era composta por unidades montadas, organizada de forma semelhante à Força Voluntária, criada pela primeira vez durante as duas décadas de guerra com a França que se seguiram à Revolução Francesa. Tal como acontece com os Volunteers, esperava-se que os membros do Yeomanry arcassem com grande parte do custo de seu próprio equipamento, incluindo seus cavalos, e a composição das unidades tendia a ser de classes mais ricas.
Embora os regimentos da milícia estivessem ligados aos regimentos do exército britânico durante as Guerras Napoleônicas para fornecer voluntários para o serviço no exterior no exército regular, e voluntários das Forças de Reserva serviram no estrangeiro, individualmente ou em contingentes, companhias de serviço ou batalhões, numa sucessão de conflitos desde a Guerra da Crimeia até à Segunda Guerra dos Bôeres, o pessoal normalmente não se movia entre as forças, a menos que fosse novamente atestado como membro da nova força, e as unidades normalmente não se moviam das Forças de Reserva para se tornarem parte das Forças Regulares, ou vice-versa. Houve exceções, no entanto, como aconteceu com o Regiment of Fencible Infantry de Novo Brunswick, criado em 1803, que se tornou o 104th Regiment of Foot quando foi transferido para o Exército Britânico em 13 de setembro de 1810.
Outro tipo de força de reserva foi criada durante o período entre a Revolução Francesa e o fim das Guerras Napoleônicas. Chamados de Fencibles, estes foram dissolvidos após as Guerras Napoleônicas e não foram criados novamente, embora o Royal Malta Fencible Regiment, mais tarde, a Royal Malta Fencible Artillery, existiu de 1815 até a década de 1880, quando se tornou a Royal Malta Artillery, e o Royal New Zealand Fencible Corps foi formado em 1846.
As Forças de Reserva foram criadas localmente na Grã-Bretanha, sob o controle dos Lord-Lieutenant dos condados, e, nas colônias britânicas, sob os governadores coloniais, e os membros eram originalmente obrigados a servir apenas na sua localidade (o que, no Reino Unido, significava originalmente dentro do condado ou outra área de recrutamento, mas foi alargado a qualquer lugar na Grã-Bretanha, embora não no exterior). Consequentemente, também foram chamadas de Forças Locais. Como eram (e em alguns casos são) consideradas forças separadas do Exército Britânico, embora ainda façam parte do Exército Britânico, também são conhecidos como Forças Auxiliares. As unidades de milícias e voluntários de uma colônia eram geralmente consideradas forças separadas da Força de Milícias Domésticas e da Força Voluntária no Reino Unido, e das Forças de Milícias e Forças Voluntárias de outras colônias. Onde uma colônia tivesse mais de uma milícia ou unidade voluntária, elas seriam agrupadas como uma milícia ou força voluntária para essa colônia, como a Jamaica Volunteer Defence Force. Oficiais das Forças de Reserva não podiam participar dos tribunais marciais do pessoal das forças regulares. A Lei do Motim não se aplicava aos membros das Forças de Reserva. As Forças de Reserva nas Ilhas Britânicas foram cada vez mais integradas ao Exército Britânico através de uma sucessão de reformas (começando com as Reformas Cardwell) das forças militares britânicas ao longo das últimas duas décadas do Século XIX e nos primeiros anos do Século XX, em que as unidades das Forças de Reserva perderam principalmente as suas próprias identidades e tornaram-se milícias numeradas ou batalhões voluntários de corpos ou regimentos regulares do Exército Britânico.
Em 1908, a Yeomanry e a Força Voluntária foram fundidas para criar a Força Territorial (alterada para Exército Territorial após a Primeira Guerra Mundial), com termos de serviço semelhantes aos do exército e da Milícia, e a Milícia foi renomeada como Reserva Especial. Após a Primeira Guerra Mundial, a Reserva Especial foi renomeada como Milícia, novamente, mas permanentemente suspensa (embora um punhado de unidades da Milícia tenha sobrevivido no Reino Unido, nas suas colônias e nas Dependências da Coroa Britânica). Embora a Força Territorial ainda fosse nominalmente uma força separada do Exército Britânico, no final do século, o mais tardar, qualquer unidade total ou parcialmente financiada por Fundos do Exército era considerada parte do Exército Britânico. Fora do Reino Unido propriamente dito, este geralmente era o caso apenas das unidades nas Ilhas do Canal ou nas colônias de fortalezas imperiais (Nova Escócia, antes da Confederação do Canadá, Bermudas, Gibraltar e Malta).
A Bermuda Militia Artillery, Bermuda Militia Infantry, Bermuda Volunteer Engineers, e o Bermuda Volunteer Rifle Corps, por exemplo, eles foram pagos pelo Departamento de Guerra e considerados parte do Exército Britânico, com seus oficiais aparecendo na Lista do Exército, ao contrário de muitas outras unidades coloniais consideradas auxiliares. Hoje o Exército Britânico é a única força militar britânica doméstica incluindo as várias outras forças que absorveu embora as unidades militares britânicas organizadas nas linhas do Exército Territorial permaneçam nos Territórios Ultramarinos Britânicos que ainda não são formalmente considerados parte do Exército Britânico, com apenas o Royal Gibraltar Regiment e o Royal Bermuda Regiment (um amálgama da antiga Bermuda Militia Artillery e do Bermuda Volunteer Rifle Corps) aparecendo na ordem de precedência do Exército Britânico e na Lista do Exército, bem como no Corps Warrant (a lista oficial das forças militares britânicas que são consideradas corpos do Exército Britânico).

## Uniformes
O uniforme do Exército Britânico tem dezesseis categorias, que vão desde uniformes cerimoniais até trajes de combate e trajes de noite, Uniforme Nº 8 , o uniforme do dia a dia, que é conhecido como "Personal Clothing System – Combat Uniform" (PCS-CU) e consiste em um avental Multi-Terrain Pattern (MTP) à prova de vento, jaqueta leve e calças com acessórios como térmicas e impermeáveis. O exército introduziu tactical recognition flashes (TRFs); usada no braço direito de um uniforme de combate, a insígnia denota o regimento ou corpo do usuário. Além do traje de trabalho, o exército possui vários uniformes de desfile para ocasiões cerimoniais e não cerimoniais. Os uniformes mais vistos são o Uniforme No.1 (cerimonial completo, visto em ocasiões formais, como na troca da guarda no Palácio de Buckingham) e Uniforme No.2 (Service Dress), um uniforme cáqui marrom usado em desfiles não cerimoniais.
O adorno de trabalho é normalmente uma boina, cuja cor indica o tipo de regimento do usuário. As cores da boina são:
- Cáqui: Foot Guards, Honourable Artillery Company, Princess of Wales's Royal Regiment, Royal Anglian Regiment, Royal Welsh e Royal Yorkshire Regiment;
- Cinza claro: Royal Scots Dragoon Guards e Queen Alexandra's Royal Army Nursing Corps;
- Marrom: King's Royal Hussars e Royal Wessex Yeomanry;
- Preto: Royal Tank Regiment;
- Verde escuro (rifle): Royal Dragoon Guards, The Rifles, Royal Gurkha Rifles e Small Arms School Corps;
- Bordô: Parachute Regiment;
- Bege: Special Air Service;
- Céu azul: Army Air Corps;
- Verde cipreste: Intelligence Corps;
- Escarlate: Royal Military Police;
- Verde: Adjutant General's Corps;
- Azul marinho: Todas as outras unidades, como: Household Cavalry, Light Dragoons, Queen's Dragoon Guards, Royal Yeomanry e o Royal Regiment of Fusiliers;
- Cinza esmeralda: Special Reconnaissance Regiment;
- Cinza metalizado: The Ranger Regiment.[201]